# ポートランド (オレゴン州)
ポートランド（英語: Portland）は、アメリカ合衆国オレゴン州のマルトノマ郡にある都市。同郡の郡庁所在地である。人口は65万2503人（2020年）で、アメリカ北西部ではシアトルに次いで人口が多い。

## 概要
ポートランドは環境に優しい都市であるとされ、その評価は全米第1位、世界で見てもアイスランドのレイキャヴィークに次いで第2位と言われる。
2009年にフォーブス誌は、ポートランドを全米で3番目に安全な都市にランクした。しかし治安については、犯罪発生率で全米平均を上回っている。
また、強力な土地利用計画を行っていることで有名で、オレゴン地域政府「メトロ」がサポートするライトレールシステムへの投資でもよく知られる。そして、地ビールや蒸留酒を生産する小規模な醸造所（マイクロブルワリー）や蒸留所（マイクロディスティラリー）が数多く存在し、コーヒーの消費も非常に盛んである。
温暖な気候によりバラの栽培に非常によく適しているため、市内には国際バラ試験農園を筆頭として多くのバラ園が散在し、ポートランドは100年以上に渡り「バラの町」（The City of Roses）の異名で知られ、最も一般的な愛称ともなっており、2003年には市の公式愛称に採択された。
他の愛称としては、「切り株の町」（Stumptown）、「橋の町」（Bridgetown）、「リップ・シティ」（Rip City）、「小ベイルート」（Little Beirut）、「ビアヴァーナ」（Beervana）、「ビールの町」（Beertown）、「Pタウン」（P-Town）、「PDX」などがある。

## 歴史

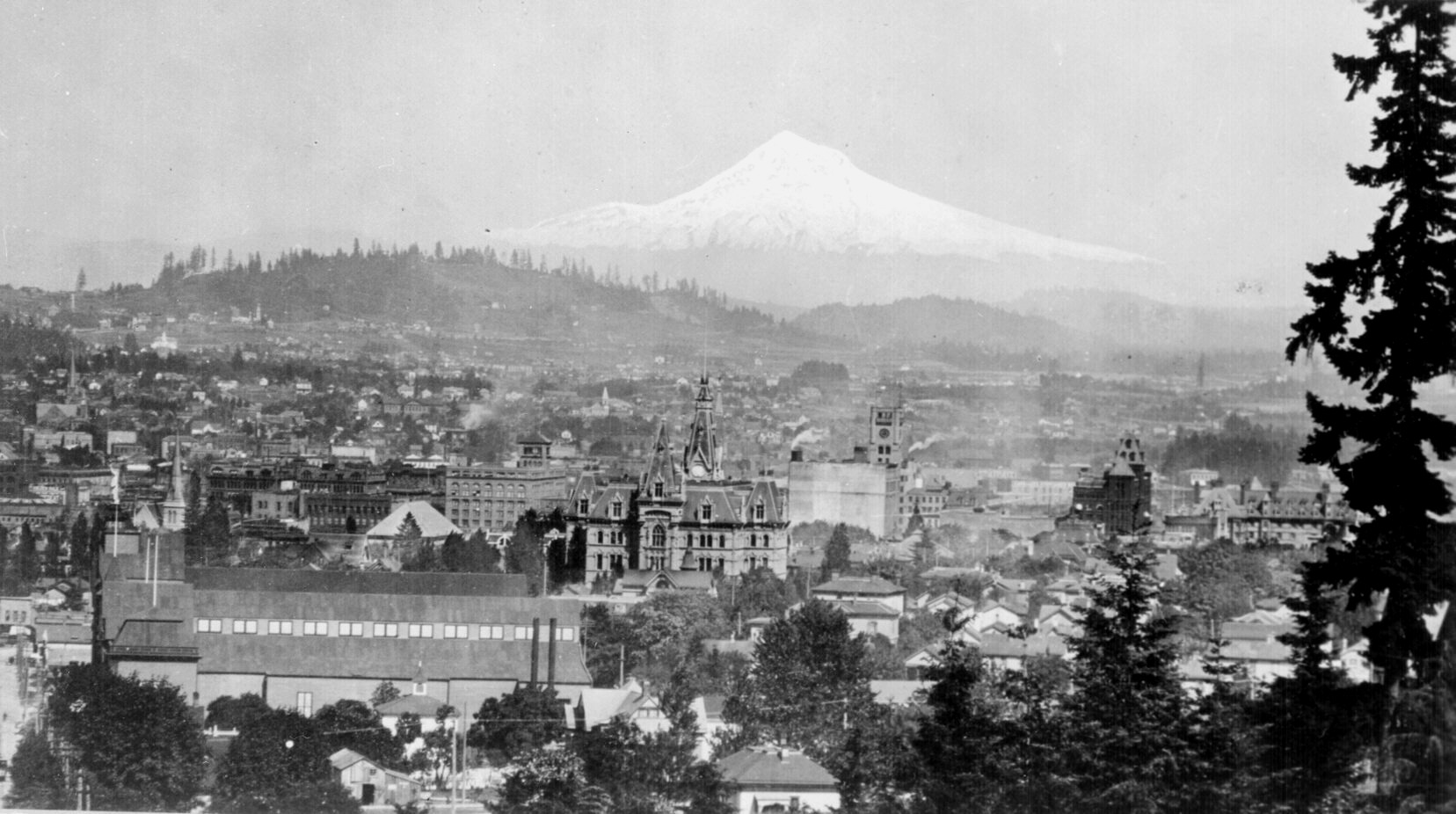
1890年のポートランド

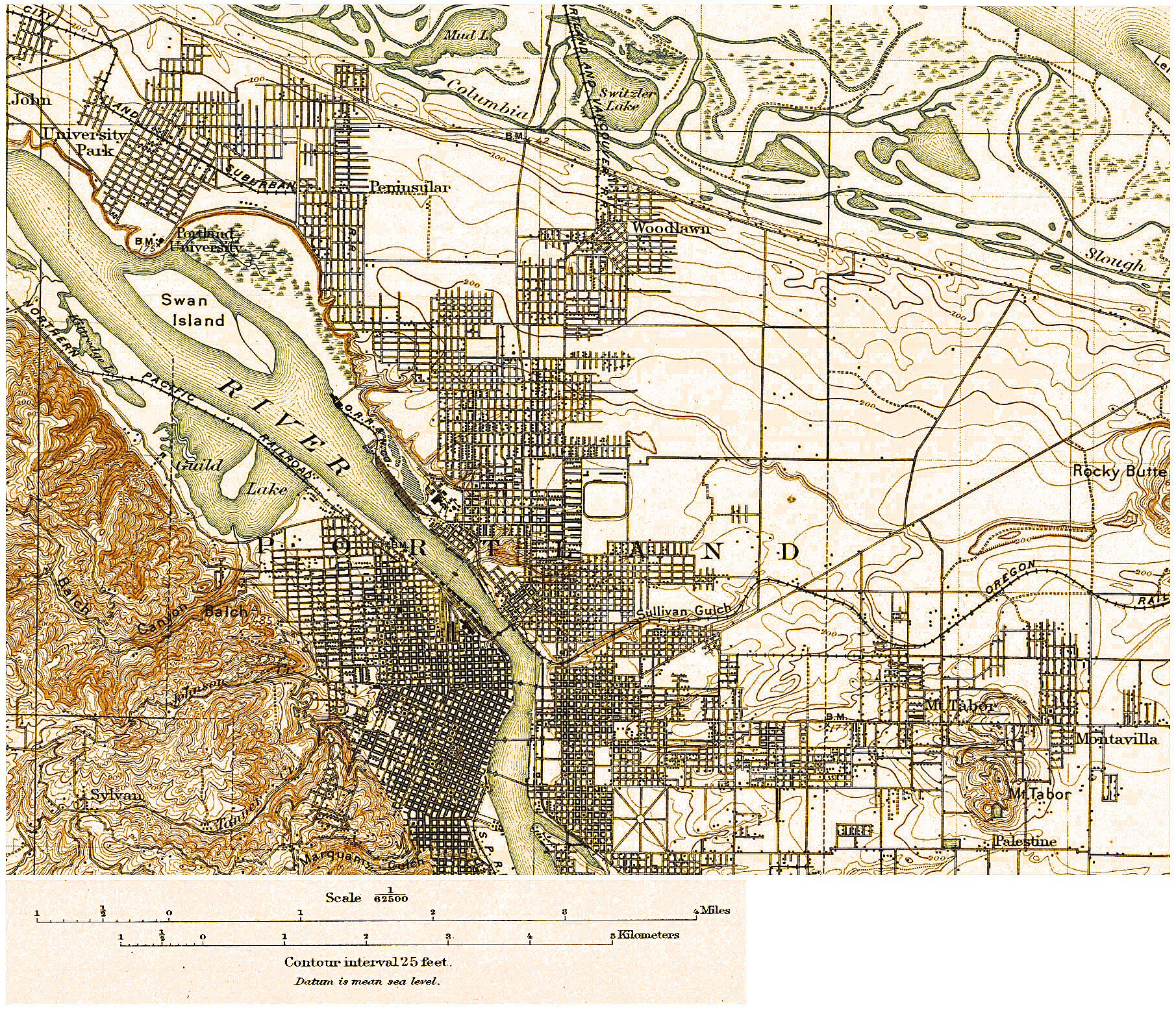
1897年のポートランドの地形図（道路、鉄道、コロンビア小水路などが表示されている）

現在のポートランドにあたる地域は、オレゴンシティとバンクーバー砦の中間地点にあり、ウィラメット川流域に広がる「空き地」として知られる場所であった。1843年、ウィリアム・オバートンはこの空き地に注目し、商業都市として開発する夢を描いたが、資金不足のため土地請求権を得られなかった。そこでオバートンはマサチューセッツ州ボストンから来たアサ・ラブジョイと25セントで取引をし、この2.6km2（640エーカー）に及ぶ土地の請求権を共同所有することに成功した。その後、オバートンは所有する土地の半分をメイン州ポートランド出身のフランシス・W・ペティグローブに売却した。ペティグローグとラブジョイはこの新都市にそれぞれの故郷の名前を付けることを望んで意見が対立したため、都市名をコイントスで決めることになった。その結果、ペティグローブが3回中2回のトスを当てて勝利した。ここで用いられたコインは今日「ポートランド・ペニー」の名で知られ、オレゴン歴史協会の本部に展示されている。
ポートランド市の成立は1851年2月8日のことであった。当時、既に人口は800人を超え、蒸気による製材工場や丸太小屋のホテルがあり、後にオレゴニアンとなる新聞紙ウィークリー・オレゴニアンが発刊されていた。市成立後も人口は増加の一途を辿り、1879年には17,500人にまで達した。1891年にはアルビナとイーストポートランドの自治体を吸収し、1915年にはリントンとセントジョンズの自治体を吸収した。
ポートランドは立地条件に恵まれた都市だった。ウィラメット川とコロンビア川と辿れば太平洋に出ることが出来、逆にウェストヒルズの峡谷に作られた「グレート・プランク・ロード」（現在の国道26号線のルート）を辿れば農業が盛んで肥沃なトゥアラティン渓谷に出ることも出来た。この立地条件の優位性から近隣にある港町を押し退け、ポートランドの町は急速に発展した。その影響力は大きく、ポートランドは19世紀末まで太平洋岸北西部最大の港湾都市として君臨した。しかし1890年代になると、シアトルにあった深水港がアメリカ内陸部と鉄道が繋がって、コロンビア川を航行する危険なルートに頼ることなく内陸部との輸送が出来るようなった。その後、ポートランドはシアトルに太平洋岸北西部の主要港の座を明け渡すことになる。

## 地理
ポートランドは、オレゴン州で最も人口の多い地域であるウィラメット渓谷の北端に位置する。しかしポートランドの都市圏は文化的にも政治的にもウィラメット渓谷とは一線を画しているため、実際にはウィラメット渓谷と言った場合にポートランドを含めないことが多い。ポートランドの市域はほとんどがマルトノマ郡にあるが、一部はクラカマス郡とワシントン郡に跨がっている。ウィラメット川が市中央を北に向かって流れており、ポートランドはこれを境に東部と西部に分かれている。ウィラメット川はポートランドを越えると北西に向きを変え、わずかに北上後コロンビア川に合流する。
また、ポートランドは鮮新・更新統の死火山地帯「ボーリング溶岩フィールド」の真上に位置する。ボーリング溶岩フィールドには、テイバー山など少なくとも32の噴石丘があり、南西部ポートランドに特に集中している。ポートランドの東方にある活火山のフッド山は、天気の良い日には市内の多くの場所から見られる。活火山のセントヘレンズ山はポートランドの北方にあり、ワシントン州にある火山であるが、距離も近いためポートランド市内からでも高い場所からであれば見ることが可能であり、1980年の噴火の時には市内に火山灰が積もるほどであった。
アメリカ合衆国統計局によると、この都市は総面積376.5 km2(145.4 mi2)である。このうち347.9 km2(134.3 mi2)が陸地で28.6 km2(11.1 mi2)が水地域である。総面積の7.6%が水地域となっている。

## 気候
ケッペンの気候区分では地中海性気候（Csb）に属する。
それほど寒くならず湿気のある冬と、比較的乾燥しつつも暖かい夏が特徴的である。その他の気候区分系、例えばトレワーサの気候区分などでは海洋性気候に属する。
夏は暖かく晴天の日が続き、乾燥している。内陸に位置し海風が吹き込まないことから、7月から8月にかけて熱波が発生することがあり、その気温は38℃（100°F）を超える。冬の寒さは穏やかで、非常に湿度が高い。春は予想しにくい天気が続き、ある時は暖かくなったかと思えば、またある時はカスケード山脈の影響で雷雨が起こる。寒波が起こることもあるが大抵期間は短く、一年で雪が降るのは数回程度である。しかし、コロンビア峡谷から流れ込む冷たい空気の影響で、大規模な降雪や、雨氷を含む嵐などが起こることが知られている。年間降雪量は年によって変化が大きく、わずかしか降らない年もあれば、1892-1893年の冬のように154.7cm（60.9インチ）に達することもある。
最低気温記録は1950年2月2日に記録した−19℃（−3°F）である。最高気温記録は1965年7月30日、1981年8月8日、1981年8月10日の各日に記録した42℃（107°F）である。また、5月から9月までの各月において38℃（100°F）を記録したことがある。
| ポートランド（オレゴン州）の気候    | ポートランド（オレゴン州）の気候 | ポートランド（オレゴン州）の気候 | ポートランド（オレゴン州）の気候 | ポートランド（オレゴン州）の気候 | ポートランド（オレゴン州）の気候 | ポートランド（オレゴン州）の気候 | ポートランド（オレゴン州）の気候 | ポートランド（オレゴン州）の気候 | ポートランド（オレゴン州）の気候 | ポートランド（オレゴン州）の気候 | ポートランド（オレゴン州）の気候 | ポートランド（オレゴン州）の気候 | ポートランド（オレゴン州）の気候 |
| 月                                  | 1月                              | 2月                              | 3月                              | 4月                              | 5月                              | 6月                              | 7月                              | 8月                              | 9月                              | 10月                             | 11月                             | 12月                             | 年                               |
| ----------------------------------- | -------------------------------- | -------------------------------- | -------------------------------- | -------------------------------- | -------------------------------- | -------------------------------- | -------------------------------- | -------------------------------- | -------------------------------- | -------------------------------- | -------------------------------- | -------------------------------- | -------------------------------- |
| 最高気温記録 °C （°F）              | 19 (66)                          | 22 (71)                          | 27 (80)                          | 32 (90)                          | 38 (100)                         | 39 (102)                         | 42 (107)                         | 42 (107)                         | 41 (105)                         | 33 (92)                          | 23 (73)                          | 18 (65)                          | 42 (107)                         |
| 平均最高気温 °C （°F）              | 7.6 (45.6)                       | 10.2 (50.3)                      | 13.2 (55.7)                      | 15.8 (60.5)                      | 19.3 (66.7)                      | 22.6 (72.7)                      | 26.3 (79.3)                      | 26.5 (79.7)                      | 23.7 (74.6)                      | 17.4 (63.3)                      | 11 (51.8)                        | 7.4 (45.4)                       | 16.75 (62.13)                    |
| 平均最低気温 °C （°F）              | 1.2 (34.2)                       | 2.2 (35.9)                       | 3.7 (38.6)                       | 5.5 (41.9)                       | 8.6 (47.5)                       | 11.4 (52.6)                      | 13.8 (56.9)                      | 14.1 (57.3)                      | 11.4 (52.5)                      | 7.3 (45.2)                       | 4.3 (39.8)                       | 2 (35)                           | 7.13 (44.78)                     |
| 最低気温記録 °C （°F）              | −19 (−2)                         | −19 (−3)                         | −7 (19)                          | −2 (29)                          | −2 (29)                          | 4 (39)                           | 6 (43)                           | 7 (44)                           | 1 (34)                           | −3 (26)                          | −11 (13)                         | −14 (6)                          | −19 (−3)                         |
| 降水量 mm （inch）                  | 128.8 (5.07)                     | 106.2 (4.18)                     | 94.2 (3.71)                      | 67.1 (2.64)                      | 60.5 (2.38)                      | 40.4 (1.59)                      | 18.3 (0.72)                      | 23.6 (0.93)                      | 41.9 (1.65)                      | 73.2 (2.88)                      | 142.5 (5.61)                     | 145 (5.71)                       | 941.7 (37.07)                    |
| 降雪量 cm （inch）                  | 4.1 (1.6)                        | 4.1 (1.6)                        | 0 (0)                            | 0 (0)                            | 0 (0)                            | 0 (0)                            | 0 (0)                            | 0 (0)                            | 0 (0)                            | 0 (0)                            | 1.5 (0.6)                        | 3.3 (1.3)                        | 13 (5.1)                         |
| 平均降水日数                        | 17.2                             | 15.8                             | 17.2                             | 15.3                             | 12.8                             | 8.8                              | 4.4                              | 4.8                              | 7.5                              | 11.4                             | 18.9                             | 18.3                             | 152.4                            |
| 平均降雪日数                        | 1.0                              | 1.1                              | 0                                | 0                                | 0                                | 0                                | 0                                | 0                                | 0                                | 0                                | 0.4                              | 1.3                              | 3.8                              |
| 平均月間日照時間                    | 86.8                             | 118.7                            | 192.2                            | 222.0                            | 275.9                            | 291.0                            | 331.7                            | 297.6                            | 237.0                            | 151.9                            | 78.0                             | 65.1                             | 2,347.9                          |
| 出典：National Climatic Data Center |                                  |                                  |                                  |                                  |                                  |                                  |                                  |                                  |                                  |                                  |                                  |                                  |                                  |

## 人口動勢
| 2005-2007 アメリカ共同体調査推定 | 2005-2007 アメリカ共同体調査推定 | 2005-2007 アメリカ共同体調査推定 | (NH)  | (DC)  |
| -------------------------------- | -------------------------------- | -------------------------------- | ----- | ----- |
| 425,535                          | 78.6%                            | 白人                             | 74.1% | 81.9% |
| 36,495                           | 6.7%                             | アジア人                         | 6.7%  | 7.9%  |
| 35,853                           | 6.6%                             | アフリカン・アメリカン           | 6.5%  | 7.9%  |
| 6,999                            | 1.3%                             | 先住民                           | 0.6%  | 2.8%  |
| 2,521                            | 0.5%                             | 太平洋諸島系                     | 0.5%  | 0.6%  |
| 14,438                           | 2.7%                             | その他                           | 0.2%  | 2.9%  |
| 19,709                           | 3.6%                             | 混血                             | 3.0%  | 104%  |
| 541,550                          | 100%                             | 全人種合計                       | 91.5% | 104%  |
| 46,296                           | 8.5%                             | ヒスパニックまたはラテン系       | 91.5% | 104%  |
| (NH) 非ヒスパニック人種合計      |                                  |                                  | 91.5% | 104%  |
| (DC) 合計、混血を複数回カウント  |                                  |                                  |       | 104%  |

2000年の国勢調査で、この都市は人口529,121人、223,737世帯および118,356家族が暮らしている。人口密度は1,655.31/km2(4,228.38/mi2)である。682.1/km2(1,766.7/mi2)の平均的な密度に237,307軒の住宅が建っている。
223,737世帯のうち、24.5%が18歳未満の子供と一緒に生活しており、38.1%は夫婦で生活している。10.8%は未婚の女性または寡婦が世帯主であり、47.1%は結婚していない。34.6%は1人以上の独身の居住者が住んでおり、9.0%は65歳以上で独身である。1世帯の平均人数は2.3人であり、結婚している家庭の場合は3.0人である。
この都市内の住民は21.1%が18歳未満の未成年、18歳以上24歳以下が10.3%、25歳以上44歳以下が34.7%、45歳以上64歳以下が22.4%および65歳以上が11.6%にわたっている。中央値年齢は35歳である。女性100人ごとに対して男性は97.8人である。18歳以上の女性100人ごとに対して男性は95.9人である。
この都市の世帯ごとの平均的な収入は29,506米ドルであり、家族ごとの平均的な収入は50,271米ドルである。男性は35,279米ドルに対して女性は29,344米ドルの平均的な収入がある。この都市の一人当たりの収入（per capita income）は22,643米ドルである。人口の13.1%および家族の8.5%は貧困線以下である。全人口のうち18歳未満の15.7%および65歳以上の10.4%は貧困線以下の生活を送っている。
オレゴン州平均と比べて、ポートランドの平均住宅価格は州平均を上回っている。また、外国生まれの人口に関しては州平均を大きく上回っている。
ポートランドの人口は順調に増加を続けているが、子どもの総人口は減少傾向にあるため、公立教育学区は閉校の危機に晒されている。2005年の研究報告によれば、ポートランドで教育を受けている子どもの数は、市の人口が現代の半分しかいなかった1925年に比べても少ない。同報告は、市は今後の10年間、毎年3校から4校の小学校を閉校していかなくてはならないと指摘している。
1940年時点のポートランドのアフリカン・アメリカン人口は約2,000人で、ほとんどが鉄道作業員とその家族であった。戦時中のリバティ船建設ブームにおいては、労働者の需要が高まり多くの黒人がポートランドにやってきた。この時に流入した黒人は、アルビナやヴァンポートといった特定の地区に住み着いた。1948年5月にはヴァンポート洪水が発生し、黒人が多かったヴァンポートを破壊し尽くしたが、その後もポートランドの北東地区への黒人流入は続いた。現在、ポートランドのアフリカン・アメリカン人口比率は7.90%と、州平均の4倍となっている。また、オレゴン州に住む黒人のうち、3分の2がポートランドに住んでいる。2000年現在の国勢調査によれば、ポートランドにある高校のうち、クリーブランド高校、リンカーン高校、ウィルソン高校の3校では白人比率が70%と市全体の人種統計を反映したものとなっているが、その一方でジェファーソン高校では76%の生徒が非白人となっている。その他の6つの高校に関しても、黒人やアジア人など非白人の比率が高い状況となっている。ヒスパニックの生徒比率では、ウィルソン高校の3.3%からルーズベルト高校の14.9%まで大きなばらつきがある。

## 景観
ポートランドの中心はウィラメット川が貫き、近くでコロンビア川と合流する。人口密度が高く、初期の頃から発展した西岸一帯はウェストヒルズ（トゥアラティン山脈）に囲まれているが、ポートランド市域はさらに向こう側のワシントン郡にまで及ぶ。平らかな東岸地域は180街区先まで広がり、ベッドタウンであるグレシャムに隣接する。さらに東に進むとマルトノマ郡の田園地帯が広がる。

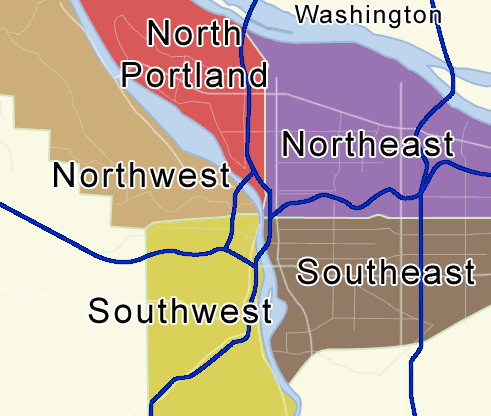
ポートランドの地域区分

1891年にポートランド、アルビナ、イーストポートランドの3市が合併し、これにより重複してしまった道路名の変更が行われた。1931年9月2日には道路名を定めるために大規模な道路番号の再付与が実施され、街区あたり20から100の住居番号が変更された。この実施を受けて、ポートランドは南西地域、南東地域、北西地域、北部地域、北東地域の5地域に分割された。バーンサイド通りが北部と南部の境界となり、ウィラメット川が東部と西部の境界となった。ただしバーンサイド通りから5街区北に進むとウィラメット川は西に折れる。その先では、ウィリアムズ通りが東西の境界線となり、北部地域はウィリアムズ通りとウィラメット川に囲まれた地域となっている。
ウィラメット川の西側にあるリバープレース、ジョンズランディング、サウスウォーターフロントなどの地区がある場所は「第6の地域」と呼ばれ、西から川がある東に向かって住所番号が大きくなる。この「第6の地域」は西側でナイトー公園通りとバーバー通りに接し、北側でモンゴメリ通りに接し、南でネバダ通りに接する。地域内に割り振られた東西の住居番号には最初に0が付いており、この0は省略することができない。例えば、地域内にある「南西カリフォルニア通り0246番」という住所を「南西カリフォルニア通り246番」と書いてしまうと、ポートランド市内の全く別の場所を指してしまうことになる。しかしコンピュター向けの地図ソフトなどでは、この異なる2つの住所番号を区別することができないことが多いのが現状である。

### 公園・庭園

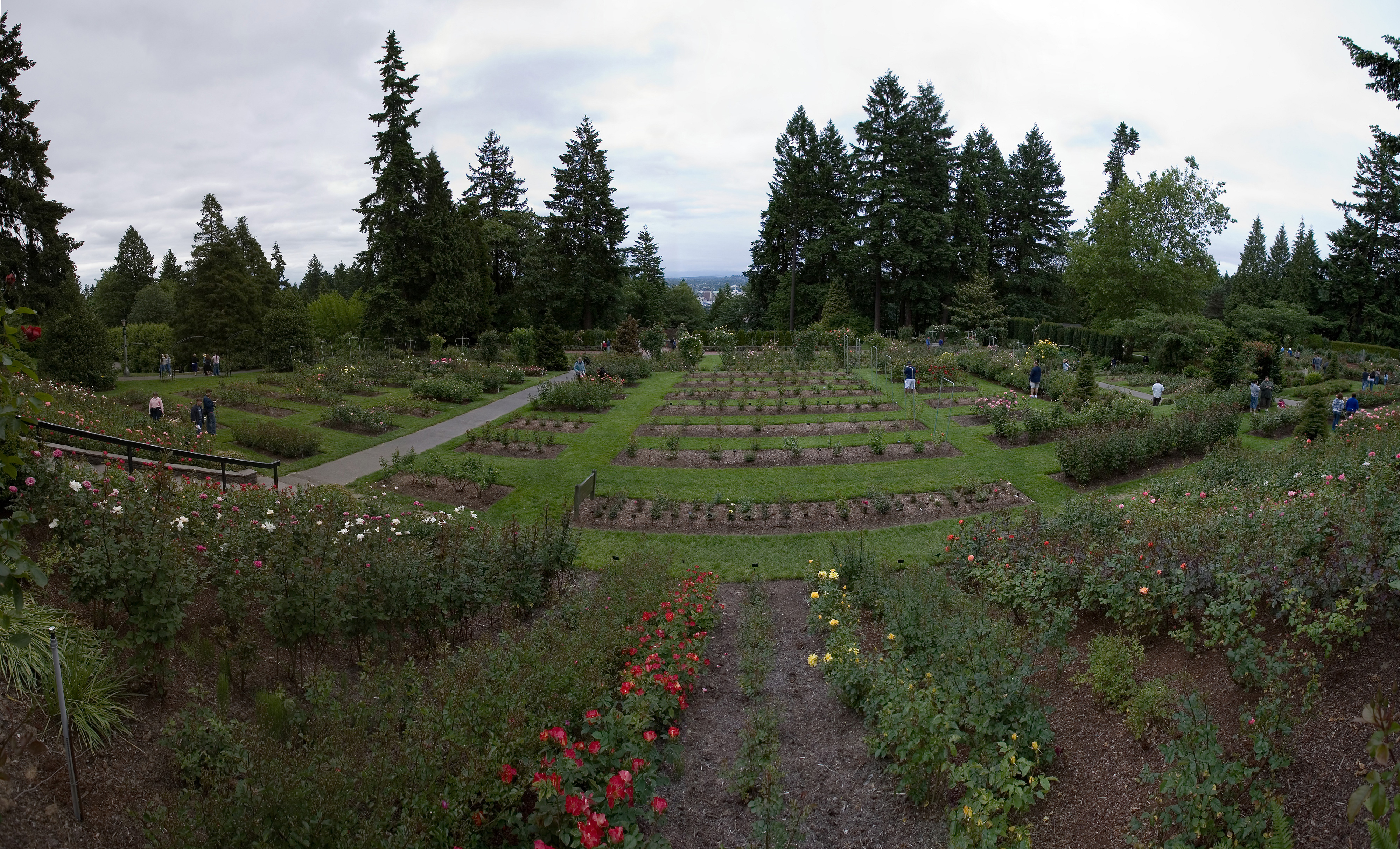
国際バラ試験農園

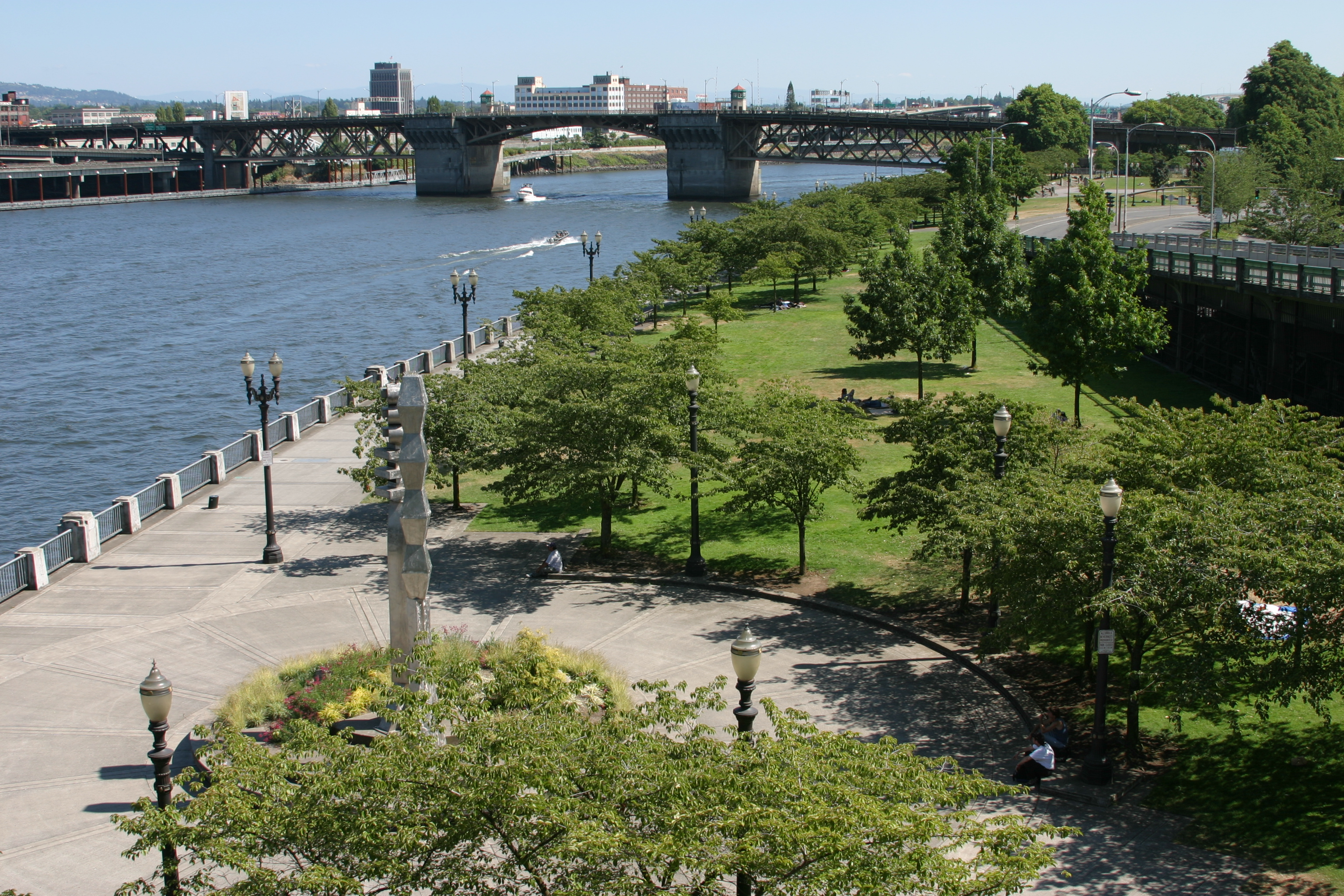
トム・マコール・ウォーターフロントパーク

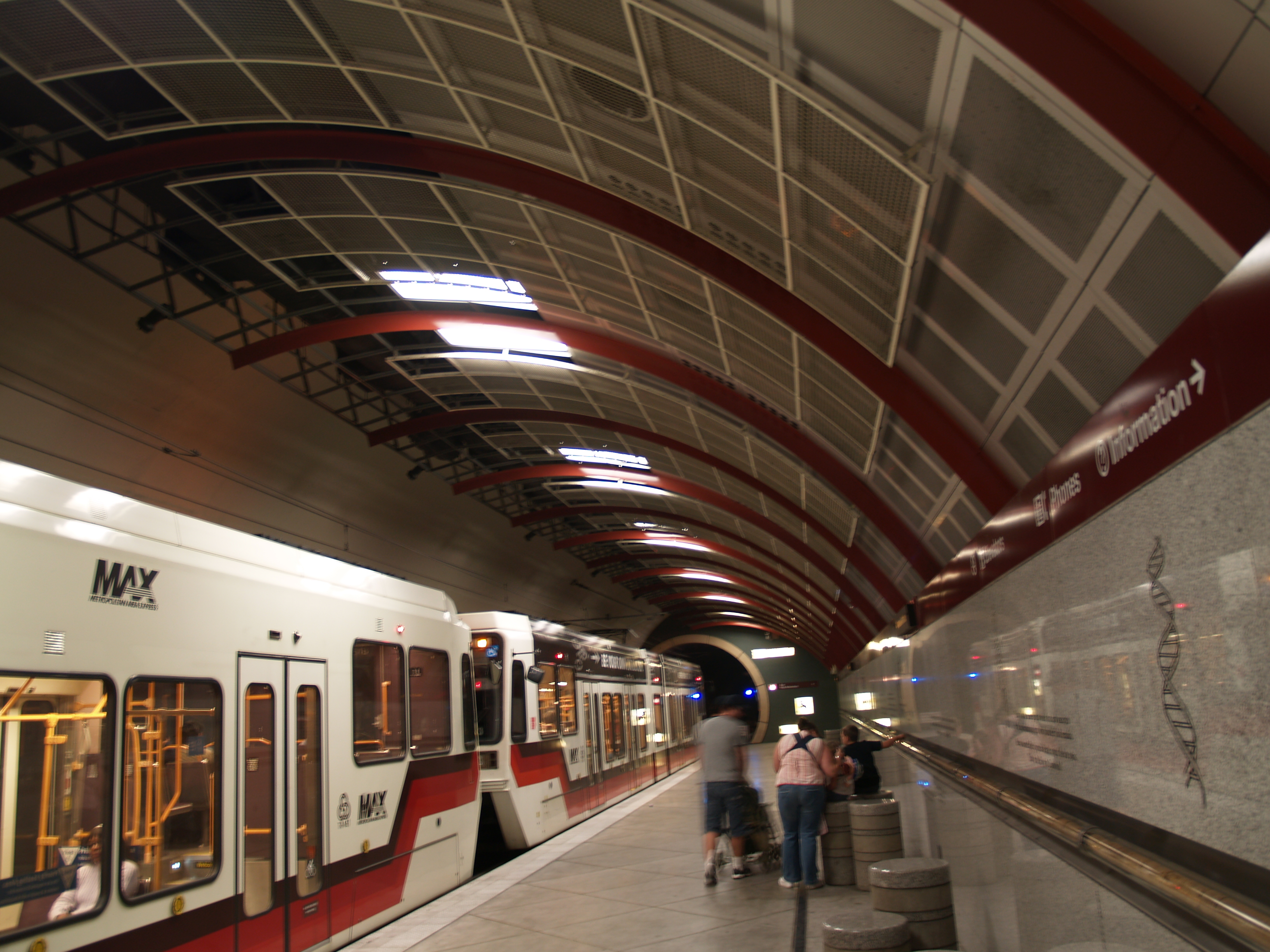
オレゴン動物園にあるMAXライトレールの地下駅

ポートランドには多くの公園があり、空地を保存してきた遺産を誇りとしてきた。ポートランドにおける公園計画・緑地計画の起源は、ジョン・チャールズ・オルムステッドが1903年に「ポートランド公園委員会への報告書」を発表した時のことまで遡る。1995年、ポートランド都市圏に住む登録有権者は魚類や原生生物、人々のための自然地域設置を目的とした地域債発行法案を通過させた。10年後、生態学的に貴重な自然区域33km2が購入され、永久に開発から保護されることになった。
ポートランドには死火山「テイバー山」があるが、このように市域内に死火山がある市はアメリカ大陸部に3つしかない（残りの2つはミシシッピ州ジャクソンとオレゴン州ベンド）。テイバー山公園はその見晴らしの良さと、歴史ある貯水池によって名を馳せている。
ポートランド市内にあるフォレストパークは原生生物を保護した森林公園である。都心立地型の公園としては全米最大で、その面積は2000ha（5,000エーカー）を超える。また、世界最小の公園であるミルエンズ公園もある。この公園は直径60cmの円の形をしており、面積は0.3m2に過ぎない。ダウンタウンの西にあるワシントンパークにはオレゴン動物園、ポートランド日本庭園、国際バラ試験農園といった施設がある。近くには、ポートランドの最高点となるカウンシルクレストパークがある。
ダウンタウンのウィラメット川西岸沿いには、トム・マコール・ウォーターフロント・パークが広がる。15ha（37エーカー）の面積を持つ公園で、1974年に完成した。かつてはハーバー・ドライブという高速道路が走る土地であったが、現在はさまざまなイベントが開かれる公園となっている。ポートランド中心街の中で2つの南北に細長い地域（ノース・パーク・ブロックス、サウス・パーク・ブロックス）が公園に充てられている。
トライオン・クリーク州立自然地域を筆頭に、3つのオレゴン州立公園がポートランド市内にある。トライオン・クリークではニジマスの遡上が見られる。他の2つの州立公園は、ウェストヒルズにあるウィラメット・ストーン州立遺産公園と、コロンビア川沿いでポートランド国際空港の近くにあるガバメント島州立保養地域である。

## 文化
ポートランドは、アメリカで広まっているDIY（Do it yourself）と呼ばれる若者文化の中心地として知られる。1980年代後半から今日まで同人誌制作など諸活動の一大拠点となっており、「ポートランド・ジン・シンポジウム」といったイベントが開催されているほか、ミクロコスムといった主要な同人誌の販売会社が拠点を置いている。DIYの流れを汲む工芸愛好家は1990年代から急増しており、今日ではクラフティ・ワンダーランド、チャーチ・オブ・クラフトなどのイベントが開催されているほか、ニットン・キットン、スクラップなどの店舗、ボルト、PDXシームスターズ・ドロップイン・ソーイング・スタジオ、ヤーン・ガーデンなどの個人経営店、ダウンタウンのファイバー・アーツ・ディストリクトなどがある。ポートランドはまた、フェミニストやレズビアンの急進的な活動家の行動拠点となっているほか、ワールズ・オールデスト・ティーンエイジ・ドラッグ・クイーン・パジェントと呼ばれる、1975年にインペリアル・サバリーン・ローズ・コート・オブ・オレゴンをモデルにして始まったイベントの開催拠点ともなっている。また、パンク、ハードコア、クラストパンク、アナーキストなどのムーヴメントの拠点とも考えられており、自立的なポートランドのDIY文化はこれらサブカルチャーの一部にもなっている。

### 娯楽・舞台芸術

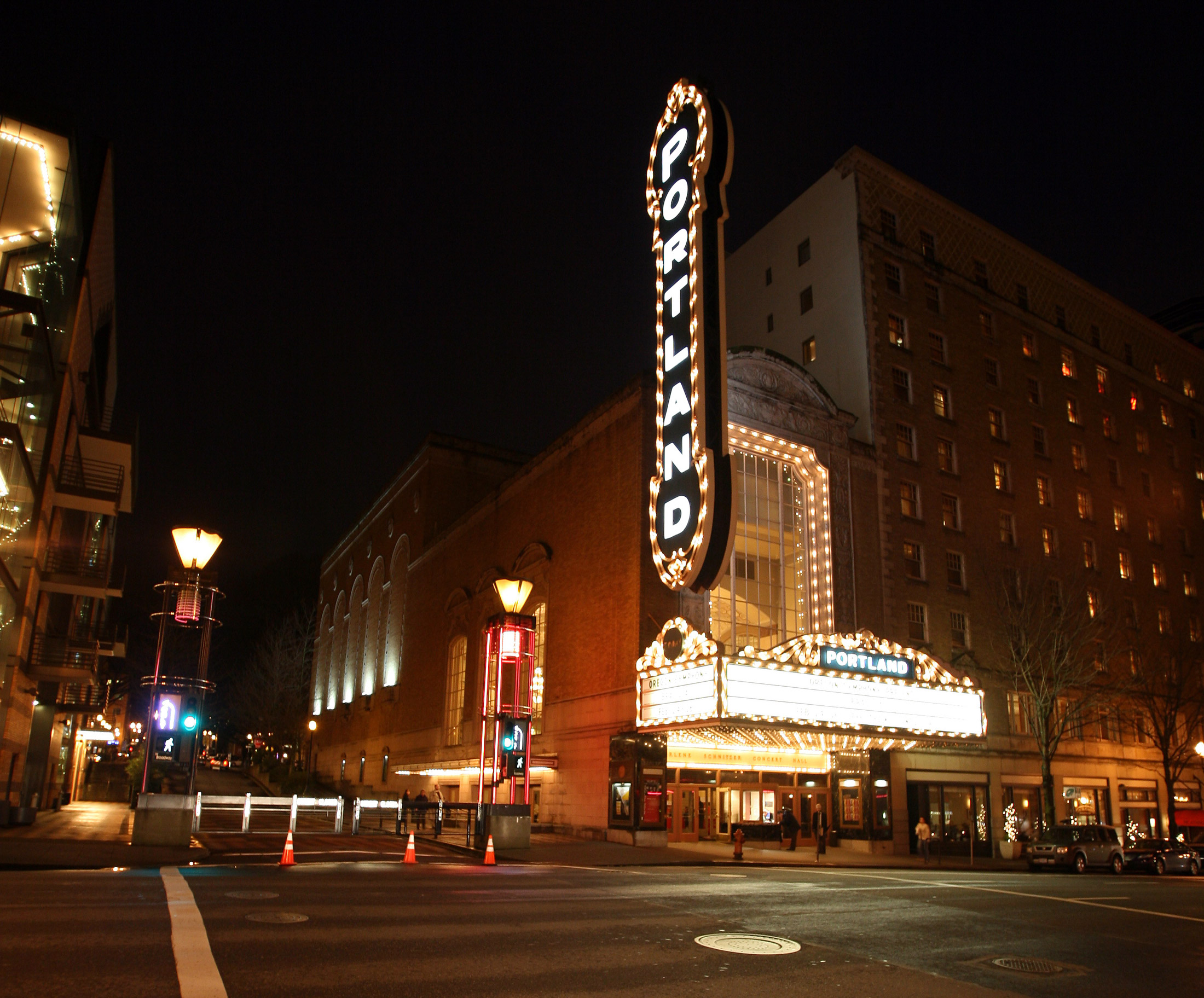
アーリン・シュニッツァー・コンサート・ホール

アメリカの他の大都市と同様に、ポートランドにも多くの舞台芸術団体がある。オレゴン・バレー劇場、オレゴン交響楽団、ポートランド・センター・ステージ、ポートランド・バロック管弦楽団、ポートランド・オペラなどが代表的である。また、ニューヨークで言うところのオフ・ブロードウェイやオフ・オフ・ブロードウェイに近い劇場も数多く存在し、ポートランド・センター・ステージ、アーティスツ・レパートリー・シアター、ミラクル・シアター、スターク・レイビング・シアター、ティアーズ・オブ・ジョイ・シアターなどがそれにあたる。また、ハリウッド・シアターではHPラブクラフト映画祭が開催される。
ポートランドを代表するバンドに、キングスメンとポール・リビア&ザ・レイダースがあり、ともに「ルイ・ルイ」で有名となった。その他、ザ・ダンディ・ウォーホルズ、エバークリア、モデスト・マウス、ピンク・マティーニ、スリーター・キニー、シンズ、ブリッツェン・トラッパー、ディセンバリスツ、また今は故人となってしまったがエリオット・スミスなどが有名である。市内にあるサティリコン・ナイトクラブはニルヴァーナのリーダーだった故カート・コバーンが、後に妻となるロックミュージシャンのコートニー・ラブと出会った場所として有名である。
また、アニメーターではマット・グレイニング（『ザ・シンプソンズ』）、ウィル・ヴィントン（『ウィル・ヴィントンのクレイメーション・クリスマス・セレブレーション』）、映画制作者ではガス・ヴァン・サント（『グッド・ウィル・ハンティング/旅立ち』（1997年）、『ミルク』（2008年）が著名である。俳優ではサム・エリオット、サリー・ストラザース、また雑誌『ヘビーメタル』などで知られるカートゥーニスト兼イラストレーターのダン・ステファンもポートランド在住である。
ポートランドは映画の舞台になることも多く、近年では『小さな命が呼ぶとき』、『BODY/ボディ』、『超次元の成功法則』、『ハンテッド』、『トワイライト〜初恋〜』、『パラノイドパーク』、『ウェンディ&ルーシー』、『ラブ・アペタイザー』、『ブラックサイト』などの舞台となった。またポートランドの特徴に、セカンドランやリバイバル映画の上映にあたって、ビールの販売を行う映画館の数がかなり多いことが挙げられる。このような「ビールを飲みながら観られる」映画館としては、ザ・バグダット・シアター・アンド・パブが有名である。
また、ポートランドが舞台となったテレビドラマでは『ポートランディア』、『レバレッジ 〜詐欺師たちの流儀』、『アンダー・サスピション』、『ライフ・アンエクスペクティッド』がよく知られる。

### 作家
ポートランドを代表する作家に、SF作家のアーシュラ・K・ル＝グウィン（『ゲド戦記』、『ハイニッシュ・サイクル』、『オルシニア国物語』）、フィクション犯罪文学作家のチャック・パラニューク（『ファイト・クラブ』）、児童文学作家のビバリー・クリアリー（『ゆかいなヘンリーくんシリーズ』）がいる。クリアリーの著作でキャラクター達が住んでいるクリッキタト通りは、ポートランド北東部のNE33番アベニューの近くに実際に存在する道路の名前である。近くにあるグラント公園ではキャラクター達の像を見ることができる。

### 観光
ポートランドは様々なジャンルの芸術家や芸術組織が拠点を構えていることで知られ、2006年にはアメリカン・スタイル誌で全米第10位の「芸術都市」に選定されている。
ポートランド美術館には市内最大のコレクションを所蔵されており、所蔵品は毎年さまざまな展覧会に出展されている。近年、近現代芸術エリアが追加され、全米25大美術館の1つに数えられるようになった。アートギャラリーはダウンタウン、パール地区、アルバータ芸術地区を中心に市内全域に散在している。
オレゴン科学産業博物館（OMSI）はダウンタウンからウィラメット川を挟んだ東岸にあり、物理科学、生命科学、地球科学、工学、天文学、早期児童教育などに関する展示品を実際に手で触って体験学習をすることが出来る。館内にはOMNIMAXシアターがあるほか、『レッド・オクトーバーを追え!』にも登場したバーベル級潜水艦「SS581 ブルーバック」の展示も行われている。
蘭蘇園（Lan Su Classic Chinese Garden）では、外壁に囲まれた蘇州式の庭園を見ることが出来る。
ポートランディアは、ポートランド・ビルの西側にある像で、打ち出し細工の銅像としてはニューヨークの自由の女神像に次いで全米で2番目に大きい。ポートランドのパブリックアートは、地域芸術文化委員会が管理している。
パウエルズ・シティ・オブ・ブックスは全米最大の個人書店であり、ミシシッピ川以西で最大の書店と自称する。
ポートランド・ローズ・フェスティバルは毎年6月に開催される祭典である。トム・マコール・ウォーターフロントパークでは、パレード、ドラゴンボートレース、カーニバルが催されるなど盛況に賑わう。
ワシントンパークはウェストヒルズにある都市公園である。オレゴン動物園、ポートランド日本庭園、世界林学センター、ホイト樹木園など、ポートランドを代表する娯楽施設が集中する。
ポートランドではオレゴン醸造祭（オレゴン・ブルワリーズ・フェスティバル）を始め、ビールや醸造にまつわる祝典が一年を通じて数多く行われる。オレゴン醸造祭は毎年7月最後の週末に開催され、2008年には7万人を超える観客が訪れるなど北米最大の地ビール祭りとして知られる。その他のビール祭としては、春季ビール・ワイン祭（4月）、北米有機醸造家フェスティバル（6月）、ポートランド国際ビール祭（7月）、ホリデー・エール・フェスティバル（12月）が代表的である。

### ショッピング

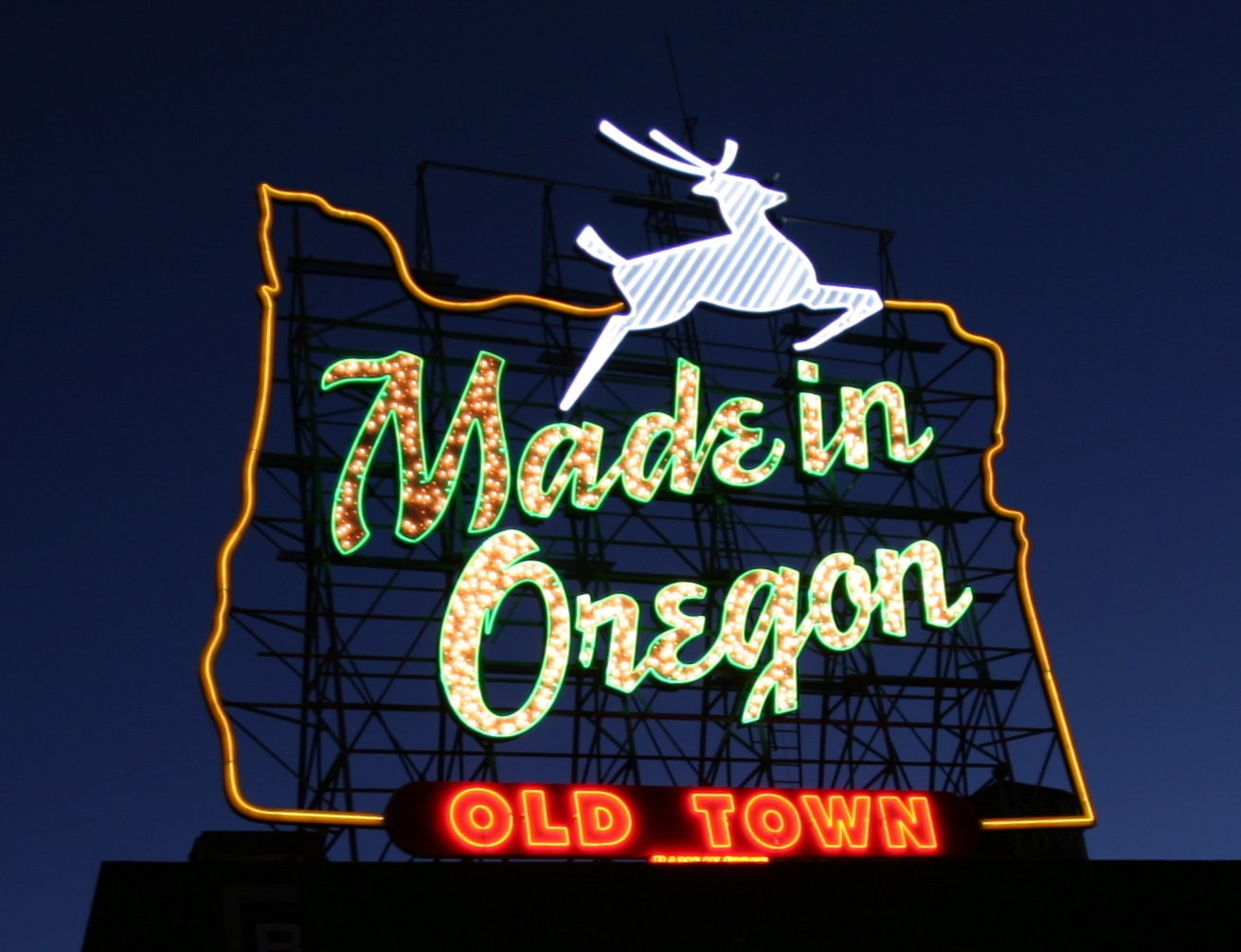
メイド・イン・オレゴンの看板

ポートランドでは、様々なショッピングを楽しむことができる。市内のショッピングエリアとして代表的なものに、ダウンタウン・ポートランド、北西23番アベニュー、パール・ディストリクト、ロイド・ディストリクトがある。また、ノードストロームやメイシーズといった主要百貨店が店舗を構える。ポートランド都市圏にある主要なショッピングモールとして、ブリッジポートビレッジ、ワシントンスクウェア、クラカマスタウンセンター、バンクーバーモール、パイオニア・プレイスが知られる。ポートランド文化を反映したショッピングエリアとしては、ポートランド・サタデー・マーケットという市場がある。ここではバザーのような雰囲気の中で芸術を気取った工芸品からチベットの輸入品に至るまで多くの品々が売られている。サタデーマーケットは3月から12月のクリスマスにかけて毎週の週末に開かれる。また、メイド・イン・オレゴンというポートランドに本社を置く会社があり、オレゴン州の特産品や土産物を販売している。

### 醸造所
ポートランドは地ビールの生産が盛んなことでよく知られる。オレゴン公共放送はアメリカにおける地ビール革命に果たしたポートランドの役割について紹介し、ポートランドを「ビアバナ」（Beervana）と呼んだ。一部の人々は、1888年に地元醸造家のヘンリー・ウェインハードが自分の醸造所から新しく完成したばかりのスキッドモア泉にビールを汲み入れたことを受けて、ポートランドの人々が酒好きなことを説明することがある。しかし、ポートランドで質の高いビールが有名になったのは1980年代に入ってからのことであり、この時期に州法が改正されて醸造所でビールを消費できるようになった。短いうちに、地ビール醸造所（マイクロブルワリー）と地ビールパブ（ブルーパブ）が市内の至る所で創業した。ポートランドには地元で生産される大麦や12品種以上のホップ、さらにはブルラン分水嶺から流れている清水など豊かな資源がありそれらをビール作りに用いたことから、ビールの醸造所やパブは堅実に発展した。ウィラメット渓谷は全米有数のホップ栽培地域である。
今日、ポートランドは市内に全米最多となる28の醸造所が稼働している。マクメナミン・ブラザーズは、都市圏地域に30を超える地ビールパブ、ディスティラリー、ワイナリーを運営しており、そのうちのいくつかは改装された映画館や、破壊されるはずだった古い建物で営業している。ポートランドの醸造企業としてはマクメナミン・ブラザーズの他、ウィドマー・ブラザーズ、ブリッジポート、ヘア・オブ・ザ・ドッグなどが著名であるが、小規模な会社まで含めるとかなりの数の醸造所が存在する。1999年、作家マイケル・“ビアハンター”・ジャクソンは、ポートランドを「世界のビール首都の候補地」と称し、ドイツのケルンより醸造所が多くあるポートランドを讃えた。ポートランド・オレゴン観光局は、市の愛称として「ビアバナ」（Beervana）、「ブルートピア」（Brewtopia）を推進している。2006年1月中旬に当時の市長トム・ポッターは、市の愛称として「ビアタウン」（Beertown）を用いることを正式に決定した。

### 食文化

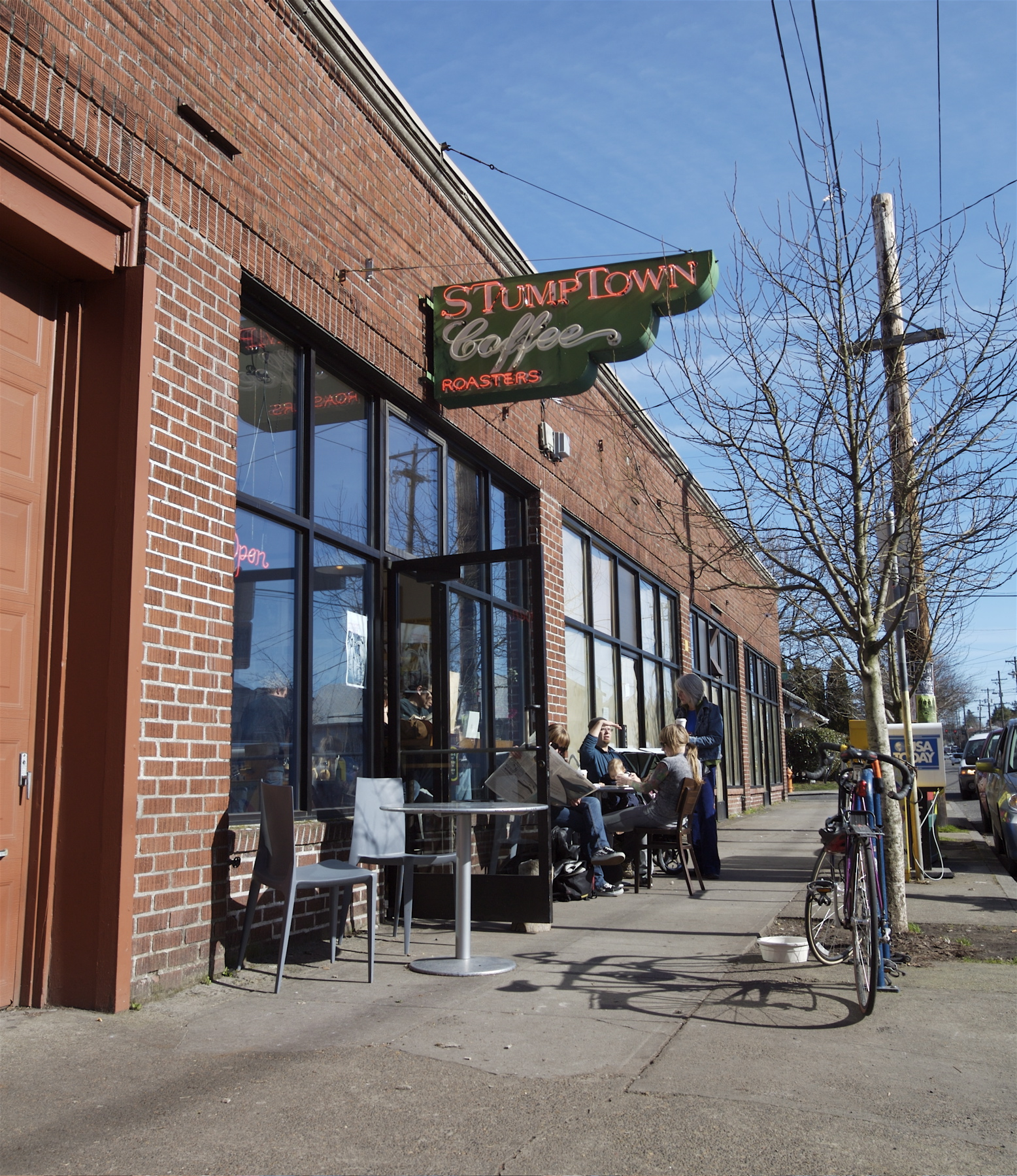
スタンプタウン・コーヒー1号店。47番通りとディヴィジョン通りの交差点にある。

ポートランドのレストラン業界は成長中であり、2007年にはフード・ネットワーク・アワーズによって「今年の美食の街：急成長する食文化都市」に選出されている。
ニューヨーク・タイムズも同年、そのレストラン業界の急成長ぶりにポートランドにスポットを当てている。さらにトラベル＋レジャー誌も2007年、ポートランドを全米第9位の街に選定している。また、ポートランドは全米で最も菜食主義者に優しい街としても知られている。
ビールの他、ポートランドは太平洋岸北西部地域を代表するコーヒーの街としても知られ、市内のコーヒー店の件数はシアトルに次いで同地域で第2位となっている。Yelp.comは、ポートランドにある20以上のコーヒー店を4.5星〜5つ星と評価している。市内にあるスタンプタウン・コーヒー・ロースターズは、コーヒーのコアな愛好家から良く知られた店で、全米でも屈指の質を誇る直接貿易型コーヒー焙煎店である。その他、小規模なコーヒー焙煎店やカフェが数十店存在する。

### スポーツ

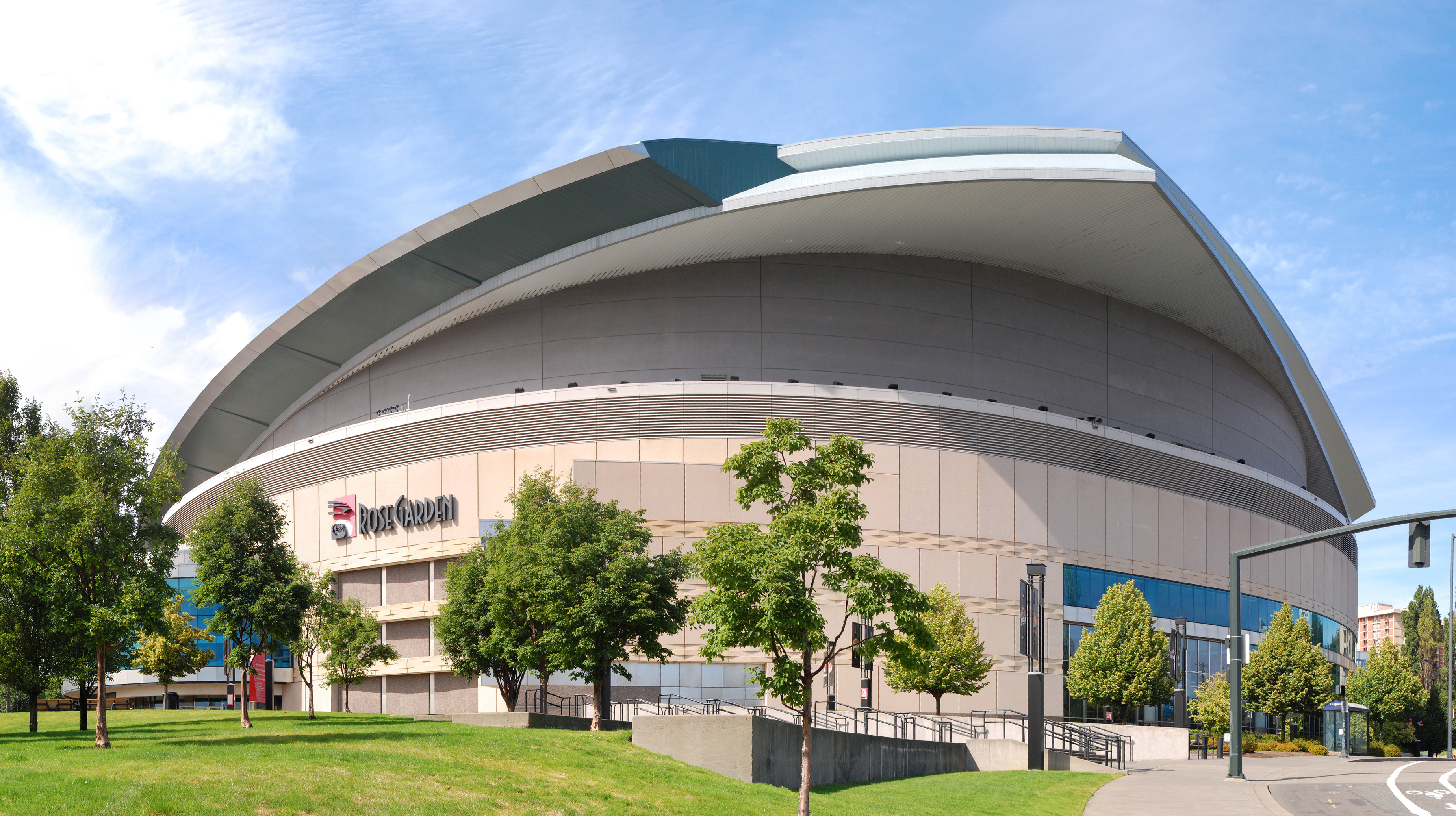
ローズガーデン

ポートランドはNBAのポートランド・トレイルブレイザーズの本拠地である。2011年から、ポートランドはメジャーリーグサッカーの本拠地占有権を獲得し、ポートランド・ティンバーズがその地位を引き継ぐ。市内にはかつていくつかのマイナーリーグチームが存在していた。女子サッカーでは、ポートランド・ティンバーズ傘下にナショナル・ウィメンズ・サッカーリーグ(NWSL)のポートランド・ソーンズFCが置かれている。ランニングはポートランド都市圏で人気のあるスポーツであり、ポートランド・マラソンやフッド・トゥ・コースト・リレー（世界最大のリレー大会）が開催される。スキーやスノーボードも非常に盛んで、ティンバーラインを始め多くのスキー場がフッド山近郊に存在する。
ポートランドには以前、太平洋岸ホッケー協会所属のポートランド・ローズバッズが本拠地を構えていた。ポートランド・ローズバッズはオレゴン州で最初のプロスポーツチームであり、全米初のプロホッケーチームであった。ローズバッズは1916年、アメリカのチームとしては初めてスタンレーカップの決勝進出を果たした。
ポートランドは全米で最も自転車レースが盛んな都市の一つであり、数百のイベントが毎年オレゴン自転車レース協会によって認可されている。アルペンローズ・ヴェロドロームやポートランド国際レースウェイで週に一度イベンドが開催されることにより、春から夏にかけては市内でほとんど毎日のように自転車レースが繰り広げられる。秋にはクロスクルセードといったサイクロクロスレースが開催され、1000人を越す参加者が集まり、観衆で賑わう。
加えて、ポートランド都市圏は自身のクリケットリーグ「オレゴンクリケットリーグ」も有する。このリーグでは毎年、2種類の屋外クリケットゲームが開催される。
2016年に世界室内陸上競技選手権大会が開催された。

### メディア
『オレゴニアン』はポートランドにおける唯一の日刊大衆紙である。ポートランドだけでなく、オレゴン州全域およびワシントン州クラーク郡を対象とする。
小規模な地元の新聞もいくつか発刊されており、市内の新聞販売ボックスや新聞社などを通じて販売されている。そのような新聞の例に『ポートランド・トリビューン』（木曜日刊行、大衆紙）、『ウィラメット・ウィーク』（隔週、大衆紙）、『ポートランド・マーキュリー』（週刊、都会の若者を対象とする）、『アジアン・レポーター』（週刊、現地および海外の両方を含めたアジアニュースを扱う）がある。
インディーメディアというインディー系のメディアセンターとしては有数の歴史と規模を有する組織がある。『ポートランド・アライアンス』は非常に反権威主義的・急進的な月刊新聞が市内で発刊している。『ジャスト・ワン』はポートランドで月に2度発刊する新聞であるが、地域内でも最も主流のLGBTの刊行物となっている。週2回刊行する新聞『ストリート・ルーツ』は、ホームレスの団体のメンバーによって販売されている。
『ポートランド・ビジネス・ジャーナル』はビジネスニュースを提供する週刊紙である。『デイリー・ジャーナル・オブ・コマース』も同様のビジネス紙である。『ポートランド・マンスリー』はニュースや文化を掲載する月刊の雑誌である。『ザ・ビー』は創刊100年を越す長寿新聞であり、都心南東部の地区を対象とした新聞である。
ポートランドはテレビ網やラジオ網が充実している。同都市圏は全米22位の指定市場地域として1,086,900戸の住宅を擁し、市場規模は全米の0.992%を形成する。ポートランドにおける主要テレビ網は以下の通り。
- KATU 2（ABC）
- KOIN 6（CBS）
- KGW 8（NBC）
- KOPB-TV 10 Oregon Public Broadcasting（PBS）
- KPTV 12（Fox）
- KPXG 22（ION）
- KRCW-TV 32（The CW）
- KUNP-LP 47（Univision）
- KPDX 49（MyNetworkTV）

## 経済
ポートランド都市圏の人口はここ10年、全米平均を上回る勢いで成長を続けている。現在の推定によれば、今後50年で都市圏人口が60%増加する見込みは80%とされる。
ポートランドは、一部の産業にとって好都合な場所にある。電気料金が比較的安価であること、様々な資源へのアクセスが良いこと、東西南北に州間高速道路が敷かれていること、国際空港があること、大規模な海運施設があること、西海岸大陸横断鉄道があることは、いずれも経済的な利点となっている。米系コンサルティングファームであるマーサーは、2009年に政府や大企業が海外に社員を派遣するためのサポートとなる調査を行い、その中でポートランドを世界42位の「住みやすい街」に認定した。このランキングの評価は、政治が安定していること、個人の自由があること、衛生的に優れていること、犯罪が少ないこと、住居の質が高いこと、自然環境が良いこと、娯楽の機会が多いこと、銀行が充実していること、消費財の購入が容易であること、教育が充実していること、交通や輸送など公共インフラが充実していること、などの点を基準としている。

### 不動産と建設業

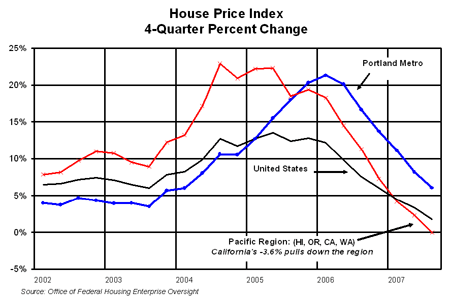
ポートランドの住宅の物価指数は国内平均を上回り続けている

オレゴン州が1973年に策定した「都市成長境界法」は、州内の各都市圏の大規模開発に制限を設けたものである。制限の対象となるのは下水道、水道、遠隔通信といった公共設備から、消防署、警察署、学校などといった公共施設までに及ぶ。もともとこの法律は、20年間の発展に向けて市が成長限界領域内の土地をしっかり維持しなければならないと規定していた。しかし2007年、議会は同法を変更し、限界領域内の土地を今後50年の成長に向けて維持し、農場や農村部の保護することを要求する内容となった。
この成長境界法は、ポートランドの経済開発特区を設立しようとする努力とあいまって、ダウンタウンの大規模開発、中層や高層ビルの建設ラッシュ、住居密度・企業密度の全体的な上昇、住居価格の高騰などをもたらした。

### 製造業
コンピューターの部品メーカーであるインテルは、ポートランド都市圏最大の雇用主として14,000人を雇用し、ポートランド西方のヒルズボロにいくつかのキャンパスを構える。同都市圏は1,200を超えるハイテク企業があり、このハイテク企業の密度の高さからポートランド周辺の地域は「シリコン・フォレスト」と呼ばれる。
ポートランド市内ではアディダスの地方本社がある。ポートランド都市圏にまで目を向けると、コロンビア・スポーツウェア、ヤキマ・プロダクツ、ナイキがそれぞれ本社を構えている。ビーバートンに本社を置くナイキと、ポートランドに本社を置くプレシジョン・キャストパーツは、フォーチュン500に名を載せたオレゴン州でたった2つの企業である。ナイキの設立者・代表のフィリップ・ナイトは、オレゴン州で生まれ育っており、オレゴン大学の卒業生である。
ポートランドの鉄鋼業の歴史は第二次世界大戦前にまで遡る。1950年代までに鉄鋼業はポートランド最大の雇用を生み出していた.。この地域の鉄鋼業は、シュニッツァー鉄鋼をトップ企業として繁栄を続け、2003年には11億5000万トンの金属屑をアジアへ出荷した。
アルミニウム産業がポートランドで成長していったのは20世紀後半であった。この成長を後押ししたのは地域内の比較的安い電気代と、現地の川にある多くのダムであった。この産業は政府の介入が大きな産業であるが、これは市内の住居や企業などの電力コストに対する影響が大きく、またアルミニウムの生産に伴って汚染が発生することが原因である。

### 物流業
ポートランドは小麦の出荷量で全米第1位を誇るほか、世界でも第2位の小麦の取引港となっている。
ポートランド港だけで毎年1,300万トン以上の貨物を取り扱っており、全米有数の規模となるドックとなっている。ポートランド港はアメリカ西海岸では3番目に大きな港であるが、その位置は河口から80マイル（130km）も遡った所にある。

## 交通
ポートランド都市圏の交通機関は、アメリカの他の主要都市とほとんど共通している。ポートランドに特徴的な点として、上述の都市成長限界による土地利用計画と交通サービス志向の都市開発が進められていることから、通勤者が交通機関の選択肢を複数持てるような街作りを行っていることが挙げられる。

### 市内・近郊交通（バス及び鉄道）
一部のポートランド市民は、通勤に公共交通機関を利用している。2008年時点では、ポートランド市民の通勤者の12.6%が公共交通機関を利用していた。TriMetは、この地域のバス交通網のほとんどを運営するほか、都心と郊外を結ぶライトレール・システム「MAX」（都市圏急行 Metropolitan Area Expressの略）を運営している。ウェストサイド・エキスプレス・サービス（WES）は、2009年2月に開通したポートランド郊外西部の通勤鉄道で、ビーバートンとウィルソンビルを結んでいる。ポートランド・ストリートカー南北線（2001年開通）は、ポートランドのサウスウォーターフロント地区からポートランド州立大学を通って市北西部の住宅街や商店街を結んでいる。ダウンタウンの5番アベニューと6番アベニューは「ポートランド・トランジット・モール」というバスやライトレール交通の優先道路を形成しており、ここでは自動車の交通が制限されている。TriMetはバスや鉄道のリアルタイムトラッキングをTransitTrackerを介して提供しており、そのデータはソフトウェア開発者に提供されている。ポートランド・ストリートカー中央環状線（2012年開通）はダウンタウンとオレゴン・コンベンションセンター、オレゴン科学産業博物館、鉄道博物館を含む中央東岸地区を結び、2015年9月には建設中だった橋を経由してダウンタウンに戻る環状線となった。1975年から2012年8月31日までは都心部の公共交通は無料で乗ることができたが、2012年にトライメット役員会でフリーレイルゾーン（旧称フェアレス・スクエアー）の廃止が同年9月1日付けで決定された。

### 本線鉄道（長距離鉄道）

#### アムトラック

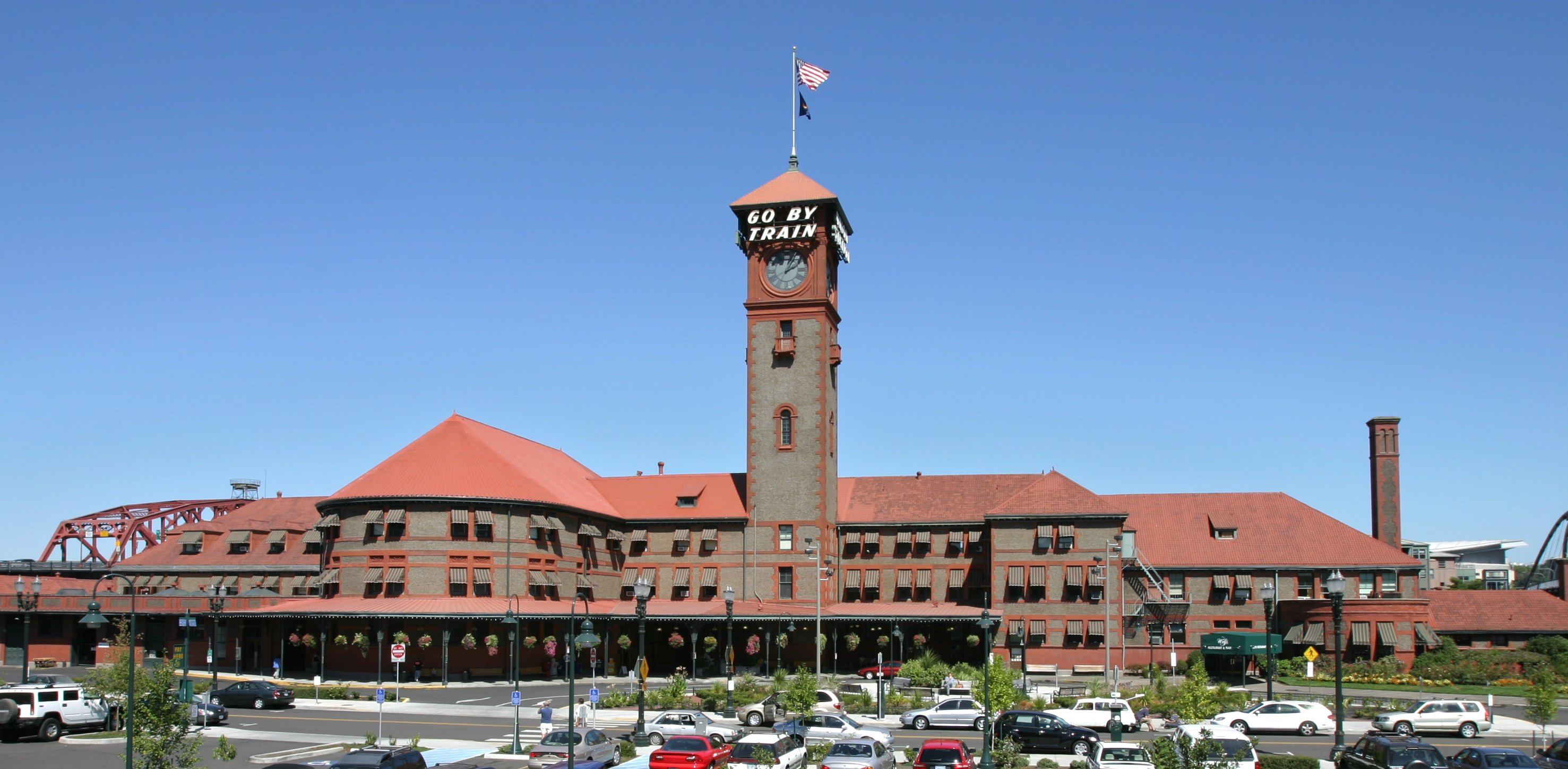
ユニオン駅

アムトラックの列車はポートランドのユニオン駅に3路線が停車する。このうち長距離夜行列車はロサンゼルスとシアトルを結ぶコースト・スターライトとポートランドを起点にシカゴへ向かうエンパイア・ビルダーであり、それぞれ毎日一往復の運転である。
このほか、昼行の国際列車としてカナダのバンクーバーとポートランド、ユージーンを結ぶカスケーズが数往復運転されている。

#### 保存鉄道

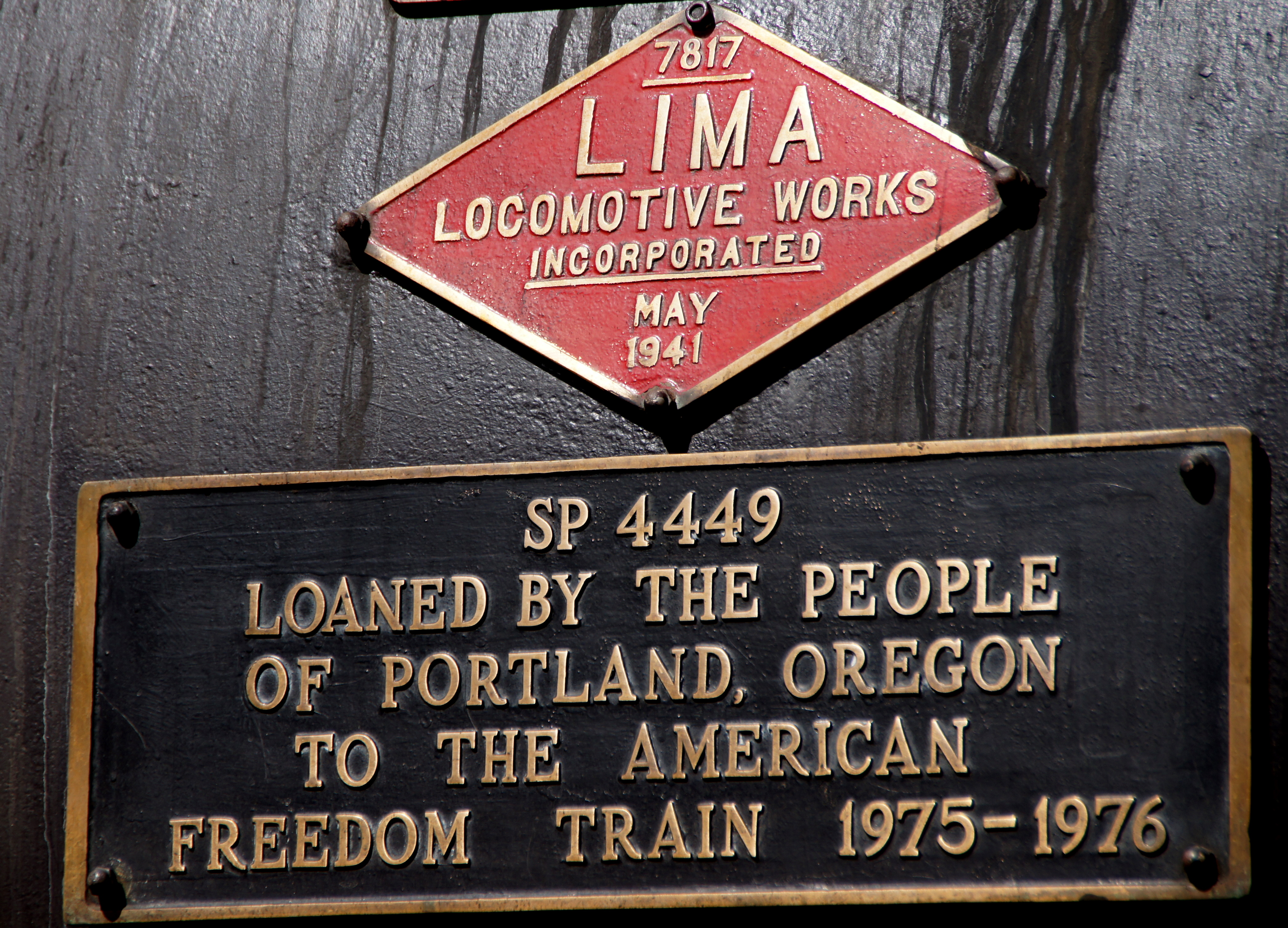
SP4449号機に付けられた「ポートランド市民より1975年-1976年のアメリカン・フリーダム・トレインへ貸し出し」と書かれた銘板

ポートランドは本線走行可能な蒸気機関車を保存している全米唯一の都市である。うち一台はサザン・パシフィック鉄道(SP)4449号機であり、ほかにスポケーン・ポートランド・アンド・シアトル鉄道700号機がある。

### 道路
アメリカ西海岸を縦断する州間高速道路5号線（I-5）がポートランドから南はウィラメット渓谷、南オレゴン、カリフォルニア州を結び、北はワシントン州を結んでいる。州間高速道路405号線（I-405）は、ポートランドの都心部でI-5と環状高速道路を形成している。州間高速道路205号線（I-205）はポートランド東部でI-5と大きな環状高速道路を形成し、ポートランド国際空港まで伸びている。国道26号線はポートランド都市圏で都心と郊外を結び、西は太平洋、東はフッド山から中部オレゴンまで伸びている。国道30号線はポートランド都心から西はアストリア、東はグレシャムなど郊外都市を経由して州間高速道路84号線（I-84）に合流し、アイダホ州ボイシまで伸びている。

### 空路
ポートランド国際空港はポートランドの主要空港であり、ダウンタウンから自動車で北東に20分程度（最大40分程度）の場所に位置する。またポートランドにはオレゴン州で唯一の公共ヘリポートであるポートランド・ダウンタウン・ヘリポートがある。
ポートランドに最初に設けられた空港は「スワンアイランド市営空港」(Swan Island Municipal Airport)であるが、こちらは1940年代に閉鎖されている。

### 自転車
ポートランドは都市サイクリングを推進していることでよく知られており、全米サイクリスト連盟（LAB）から「自転車に優しい道路網などの街作り」で随一の評価を得ている。また、自転車に優しい都市として世界的にも指折りの評価を得ている。自転車交通同盟（BTA）は、毎年自転車通勤チャレンジという大会のスポンサーを務めており、この大会では通勤車が通勤に自転車を使う距離と頻度を基づいた評価と賞を求めて競い合う。職場に自転車で通う人々の割合は全体の8%で、この数字はアメリカの主要都市の中では第1位、全米平均のおよそ10倍にも達する。

### カーシェアリングとロープウェイ

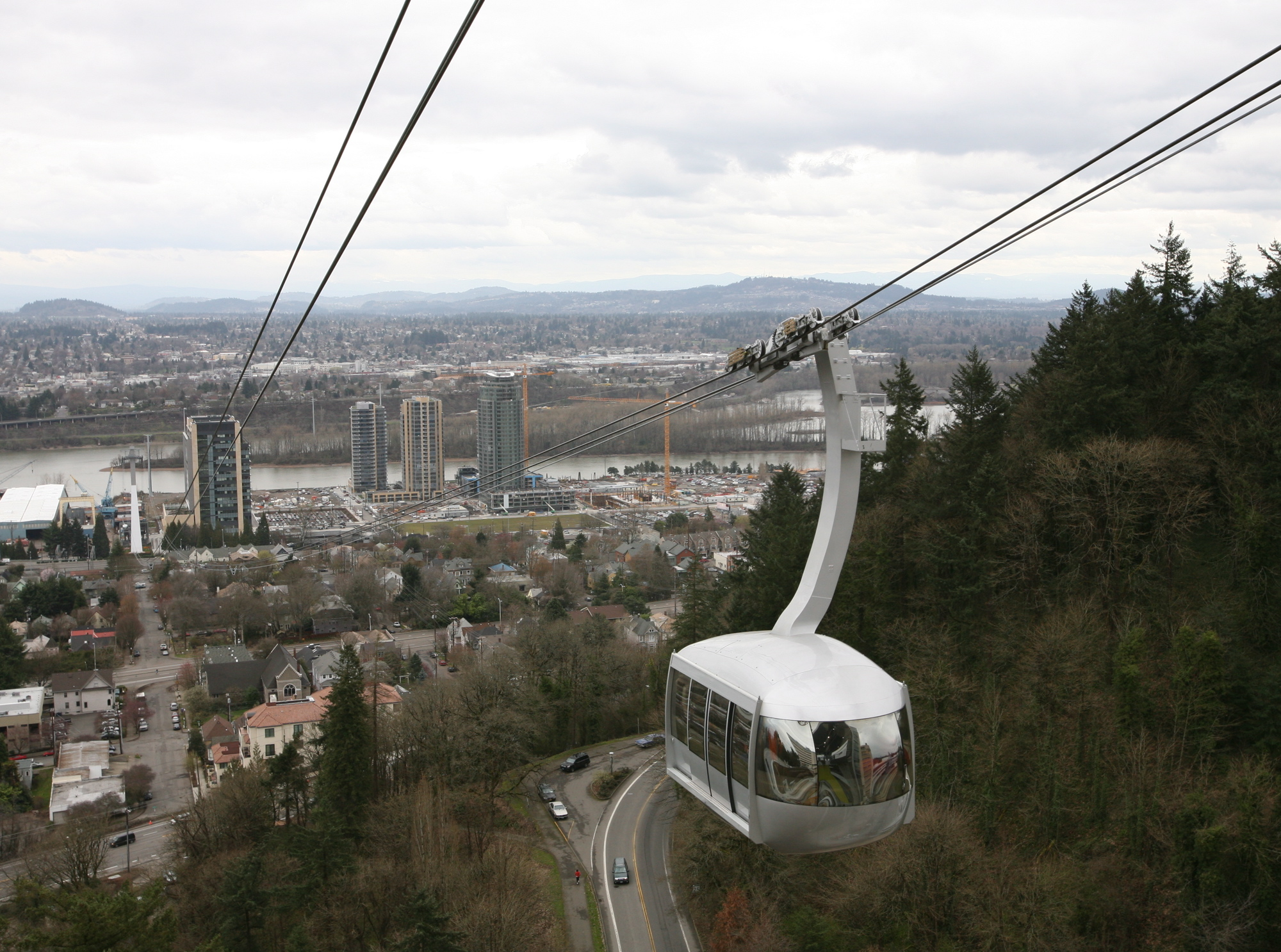
ポートランド・エアリアル・トラム

カーシェアリングは、ZipcarやU Car Shareを介してポートランド市内や近郊の住民が活用している。
また、通勤用のロープウェイ「ポートランド・エアリアル・トラム」があり、ウィラメット川沿いのサウスウォーターフロント地区とオレゴン健康科学大学のマーカムヒル・キャンパスを結んでいる。

### スケートボード
ポートランドには5つの屋内のスケートパーク（スケートボードのための公園）がある他、歴史的に重要なバーンサイド・スケートパークがある。ガブリエル・スケートパークは最も新しいスケートパークであり、2008年7月12日に開園した。その他、14のスケートパークが運営中である。ウォール・ストリート・ジャーナル誌は、「ポートランドはたぶんアメリカで最もスケートボードに優しい街だろう」と述べている。

## 法律と政府

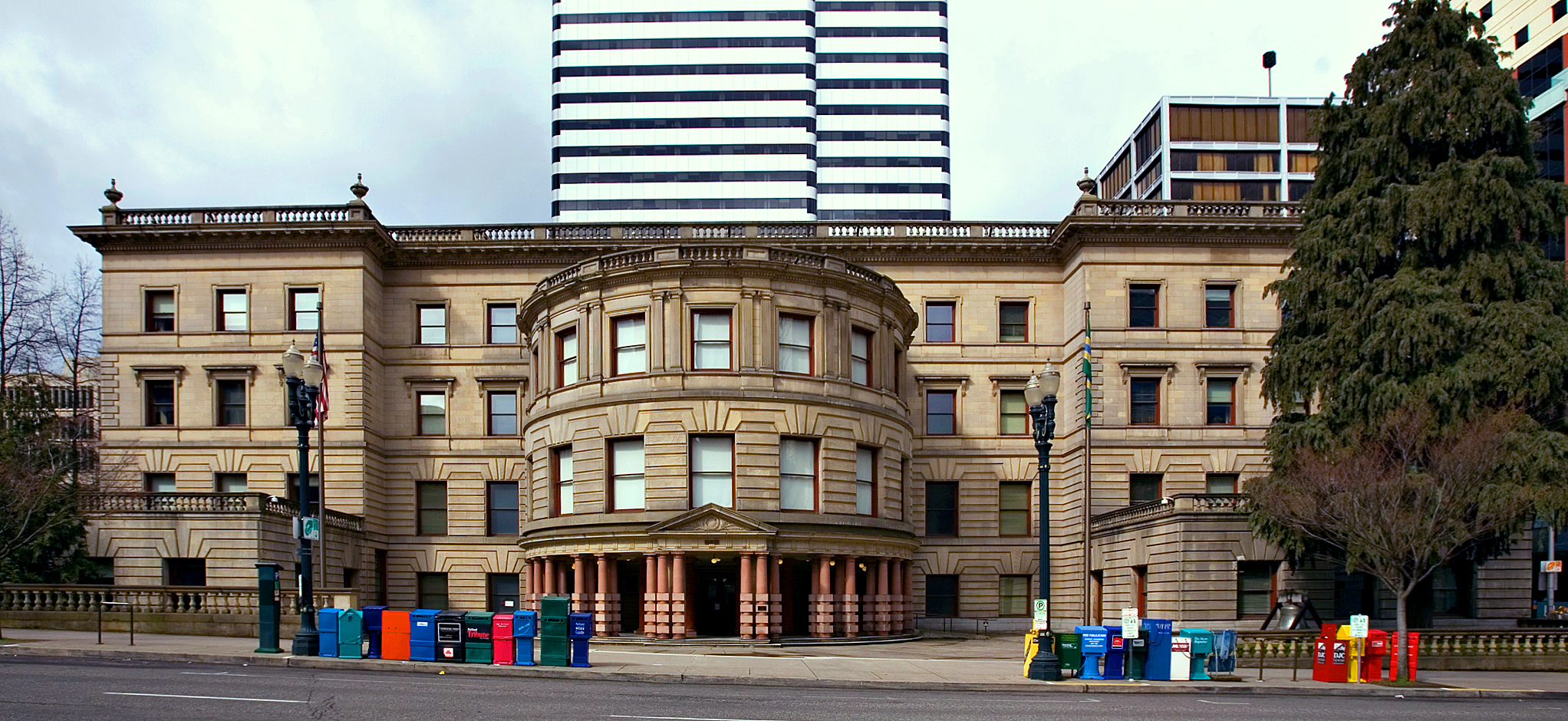
ポートランド市庁舎

ポートランドの運営母体は、市長と4人の市政委員と1人の監査役からなるポートランド市議会である。監査役は政府権力の抑制と均衡を保つほか、公的資源の利用について説明責任を負う。また、監査役は、市議会のさまざまな事項に関する情報や書類へのアクセス手段を提供する。
ポートランドには地区参与局（Office of Neighborhood Involvement）という組織があり、市政府と95から成る地区協会の架け橋を担っている。地区協会は7つの連合にグループ分けされている。
ポートランドと周辺都市圏を管轄している「メトロ」は、アメリカで唯一の直接選挙による地域政府である。メトロ設立の目的はいくつかあり、土地利用計画、交通機関計画、廃棄物処理、地図作成などが含まれる。またメトロはオレゴン・コンベンション・センター、オレゴン動物園、ポートランド舞台芸術センター、ポートランド・メトロポリタン・エキスポジション・センターを所有、運営している。さらにはマルトノマ郡政府もさまざまなサービスをポートランド地域に提供している。ポートランドの西部と南部では、ワシントン郡とクラカマス郡がそれぞれサービスを提供している。
1950年代からポートランドでは、あらゆる階層の政府において民主党が好まれる傾向にある。現地の投票は党派を選ぶ形式ではないが、ポートランドで選出された議員はほとんどが民主党員である。また、ポートランドのオレゴン州議会への委任代表でも民主党が優勢となっている。
連邦レベルでは、ポートランドは3つの選挙区に分けられる。市の大部分はオレゴン州第3選挙区に属する。第3選挙区の代表はアール・ブルメナウアーで、彼は1986年から1996年までポートランドの市議会議員を務めた。ウィラメット川西岸のほとんどの地域はオレゴン州第1選挙区に属し、スザーン・ボナミチを代表とする。ポートランドのごく一部はオレゴン州第5選挙区に属し、カート・シュレーダーを代表とする。この3人はすべて民主党員であり、1975年以来、共和党はポートランドの選挙区を席巻できずにいる。オレゴン州選出の上院議員であるロン・ワイデンとジェフ・マークレーは、2人ともポートランドの出身である。ポートランドの前市長サム・アダムスは、同市としては初めて同性愛者であることを公言した市長として2009年に就任した。これにより、ポートランドは同性愛者を市長に擁する全米最大の都市となった。
2004年、マルトノマ郡はオレゴン住民投票法案36号に対して59.7%の反対票を投じた。この法案36号は結婚を男女間のものと定義し、同性婚を禁止するオレゴン州憲法改正案である。マルトノマ郡は反対したが、州全体では56.6%の賛成多数となり、法案は可決された。この法案に反対多数となった郡はもう1つあり、オレゴン州立大学のあるコーバリスを郡内に含むベントン郡であった。

### 開発と計画

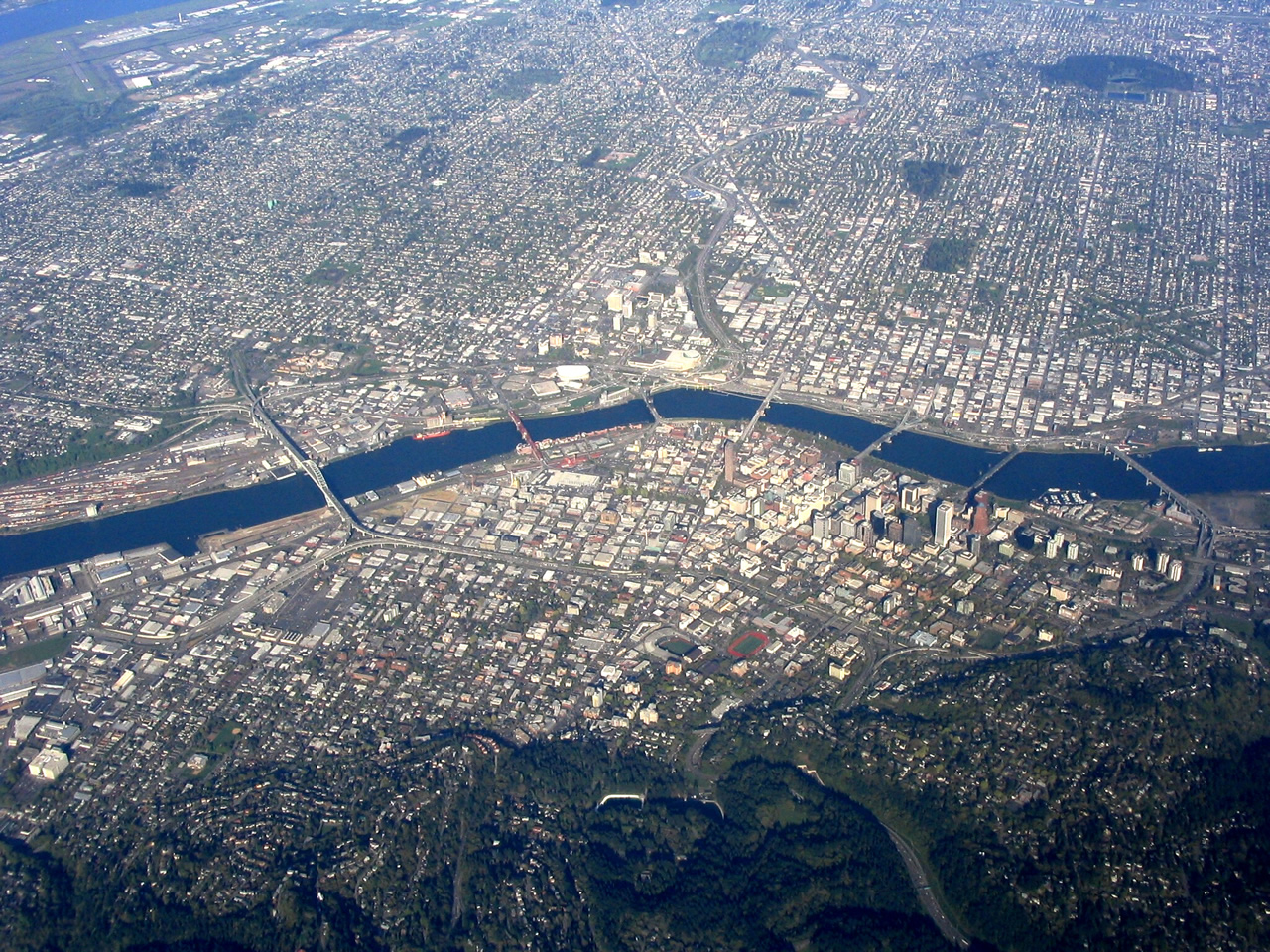
ポートランド中心街

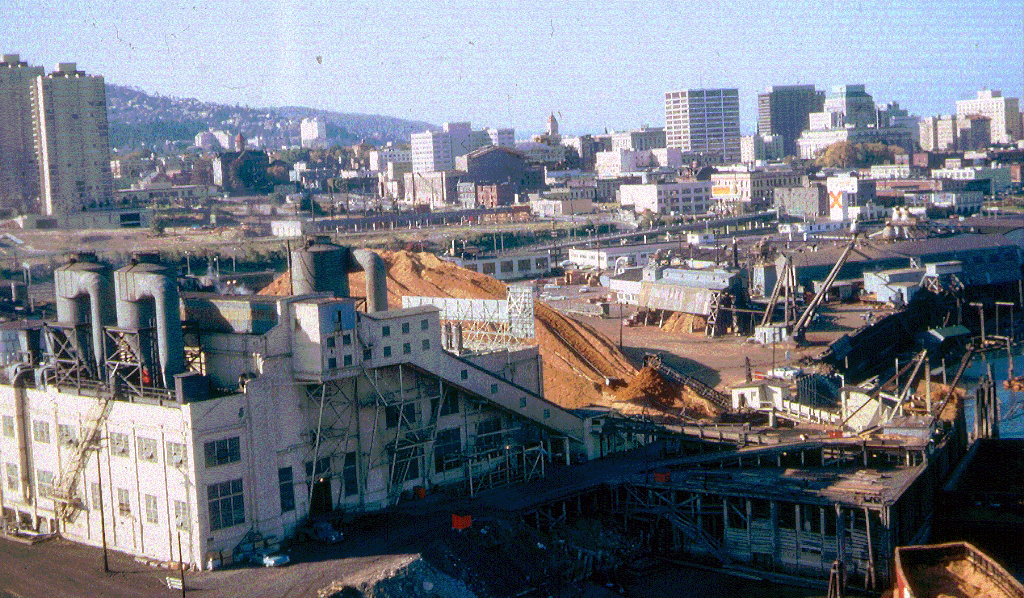
高密度住宅開発のために撤去されたダウンタウンの火力発電所（1966年撮影）。写真左奥にポートランド開発委員会による初期プロジェクトの高層建築が見える。

ポートランドは早くも1903年に都市計画家との相談を交わしている。ワシントンパークと、全米屈指の優れた緑道であり市内の多くの公園を結んでいる40マイル・ループは、この時に開発が始められた。
ポートランドは都市利用計画の強い統制が布かれていることで、しばしば引用される。これは、当時のオレゴン州知事トム・マコールが1973年に行った州規模での土地保全政策（特に州内の全ての都市および都市圏に「都市成長境界」が策定されたこと）によるところが大きい。この対極にある統制がほとんどない都市の例としては、テキサス州のヒューストンが有名である。
ポートランドの都市成長境界は1979年に策定され、伝統的農業地（非農業的開発は厳格に制限されている地域）と都市化地域（高密度開発が集中的に推進される地域）が明確に区別された。当時、州間高速道路沿いの都市や郊外・衛星都市の開発が進み自動車の利用が増していく中で、多くの地域で中心都市の衰退を引き起こしており、このような時代においてオレゴン州の政策は異質なものだった。
人口が増加し、都市成長境界内の未開発地域が減少していくにつれて、都市成長境界の規制緩和の動きが見られるようになる。ワシントン郡にある主要企業であるナイキとインテルは、この規制緩和への圧力を援助した。
もともと州の規定では、都市成長境界を拡大する予定を盛り込んでいたが、この拡大が実際に行われていないとして批判を呼んでいた。1995年、州は今後20年間の宅地開発を成長させるため都市成長境界を拡大し、十分な未開発地域を与えるとする法案を通過した。
ダウンタウンの開発で重要な役割を担う準公的機関として、ポートランド開発委員会がある。この委員会は1958年に市の再開発機関として有権者により設立された。委員会は市域内の住宅・経済開発計画を立ち上げるほか、現地の大規模なプロジェクトを抱えるデベロッパーの後援を行う。
1960年代の初め、ポートランド開発委員会はI-405、ウィラメット川、4番アベニュー、マーケット通りに囲まれた、大規模なイタリア系ユダヤ人街の解体を推し進めた。
1970年代にニール・ゴールドシュミットが市長に就任すると、夕方5時を回ると閑散となっていたダウンタウンに住宅回帰の動きが見られるようになる。この動きは、その後30年間にわたって影響を及ぼし続けており、ダウンタウンの3地区（ポートランド州立大学の北側一帯、川沿いでマーカム橋の下に広がるリバープレイス地区、都心にあるパールディストリクト地区）に数千の住宅が建てられるようになった。
ポートランド州立大学地理学科地図研究センターに附設する都市緑地研究所は、建築物と自然環境のよりよい統合を推進するための研究所であり、都市公園、トレイル、自然地域の計画問題について局所・地域の両レベルから研究を行っている。
グリスト誌によれば、ポートランドはアイスランドのレイキャヴィークに次ぐ世界第2位の「環境に優しい都市」である。2010年には、Move.comにおいてポートランドは全米のグリーンな都市10傑のうちの1つに選ばれている。

### 表現の自由
オレゴン州憲法では表現の自由が固く守られており、この性質はオレゴン州最高裁判所の1987年ヘンリー対オレゴン州憲法裁判において、ストリップクラブにおけるフルヌードやラップダンスが表現の自由として認められた判決によっても確認されている。また、この判例によってポートランドにおける1人あたりストリップクラブの店舗数の多さは、ラスベガスやサンフランシスコを凌ぐと広く言われている。
また、州は2008年に全裸で自転車に乗った人に対する告発を斥ける決定を下し、ポートランドで毎年行われるワールド・ネイキッド・バイク・ライド（市内で全裸になって自転車に乗るイベント）を「もはやポートランドの伝統である」と述べた。2009年もネイキッド・バイク・ライドは開催され、大きな事件もなく無事閉幕した。市警察は道路交差点の管理を行い、その年の参加者は3000人〜5000人と推定されている。
さらに同年、州最高裁判所は公の場で暴力沙汰に発展しかねない表現により他人を侮辱することを禁止する法律を、満場一致で「表現の自由の侵害であり、非常に広義的で曖昧な法律だ」として同法を無効にする判決を下した。

## 教育
ポートランドには、ポートランド公立学区を筆頭に6つの公立教育学区があるほか、多くの私立学校が存在する。高等教育機関も多数存在し、中でもポートランド・コミュニティ・カレッジ、ポートランド州立大学、オレゴン健康科学大学は規模が大きい。私立大学もポートランド大学、リード大学、ルイス&クラークカレッジを筆頭に多くの大学が存在する。

## 治安
2021年には、市民の間に広がる新型コロナウイルスの感染症の拡大に伴う精神的な負担、経済が回復する中で取り残される人々の存在などが複合的に重なり殺人事件が増加。少なくとも70人が殺害され過去最多を更新した。

## 姉妹都市
ポートランドは9つの姉妹都市を有している。
- アシュケロン（イスラエル）
- 高雄市（中華民国）
- 蔚山広域市（大韓民国）
- ムタレ（ジンバブエ）
- グアダラハラ（メキシコ）
- ハバロフスク（ロシア）
- 札幌（日本）
- 蘇州市（中華人民共和国）
- ボローニャ（イタリア）

また、以下の都市とは「友好都市」提携を結んでいる。
- タリン（エストニア）

## 関係者
出身者
- マーゴ・ヘミングウェイ（モデル、女優） - 作家アーネスト・ヘミングウェイの孫。1996年、サンタモニカで自死。

居住その他ゆかりある人物
- クラーク・ゲーブル（俳優） - デビュー前の20代初めの頃、ポートランドの地元の劇団に加わり、店員として働いていた。
- ジャンボ鶴田（プロレスラー） - レスラー引退後にポートランド州立大学で客員教授として研究者生活をしていた[112]。

## 関連文献
- C. Abbott, Greater Portland: Urban Life and Landscape in the Pacific Northwest. Philadelphia: University of Pennsylvania Press, 2001. ISBN 0-8122-1779-9
- C. Ozawa (Ed.), The Portland Edge: Challenges and Successes in Growing Communities. Washington: Island Press, 2004. ISBN 1-55963-695-5
- Chuck Palahniuk, Fugitives and Refugees: A Walk in Portland, Oregon.  Crown, 2003.  ISBN 1-4000-4783-8
- Stewart Holbrook, The Far Corner. Comstock Editions, 1952.  ISBN 0-89174-043-0
- E. Kimbark MacColl, The Shaping of a City: Business and Politics in Portland, Oregon 1885 to 1915. Portland: Georgian Press, 1976. OCLC 2645815 ASIN B0006CP2A0
- E. Kimbark MacColl, The Growth of a City: Power and Politics in Portland, Oregon 1915 to 1950. Portland: Georgian Press, 1979. ISBN 0-9603408-1-5
- Jewel Lansing, Portland: People, Politics, and Power, 1851–2001.  Oregon State University Press, 2003. ISBN 978-0870715594
- MacGibbon, Elma (1904). Leaves of knowledge. Shaw & Borden Co Elma MacGibbons reminiscences of her travels in the United States starting in 1898, which were mainly in Oregon and Washington. Includes chapter "Portland, the western hub."
- O'Toole, Randal. Debunking Portland: The City That Doesn't Work. Policy Analysis. No. 596. Cato Institute, July 9, 2007.